# Lijst van metrostations in Londen
Dit is een lijst van metrostations in Londen. Hierin worden alle stations genoemd die deel uitmaken van de metro van Londen en de Docklands Light Railway en thans nog open zijn.

## A

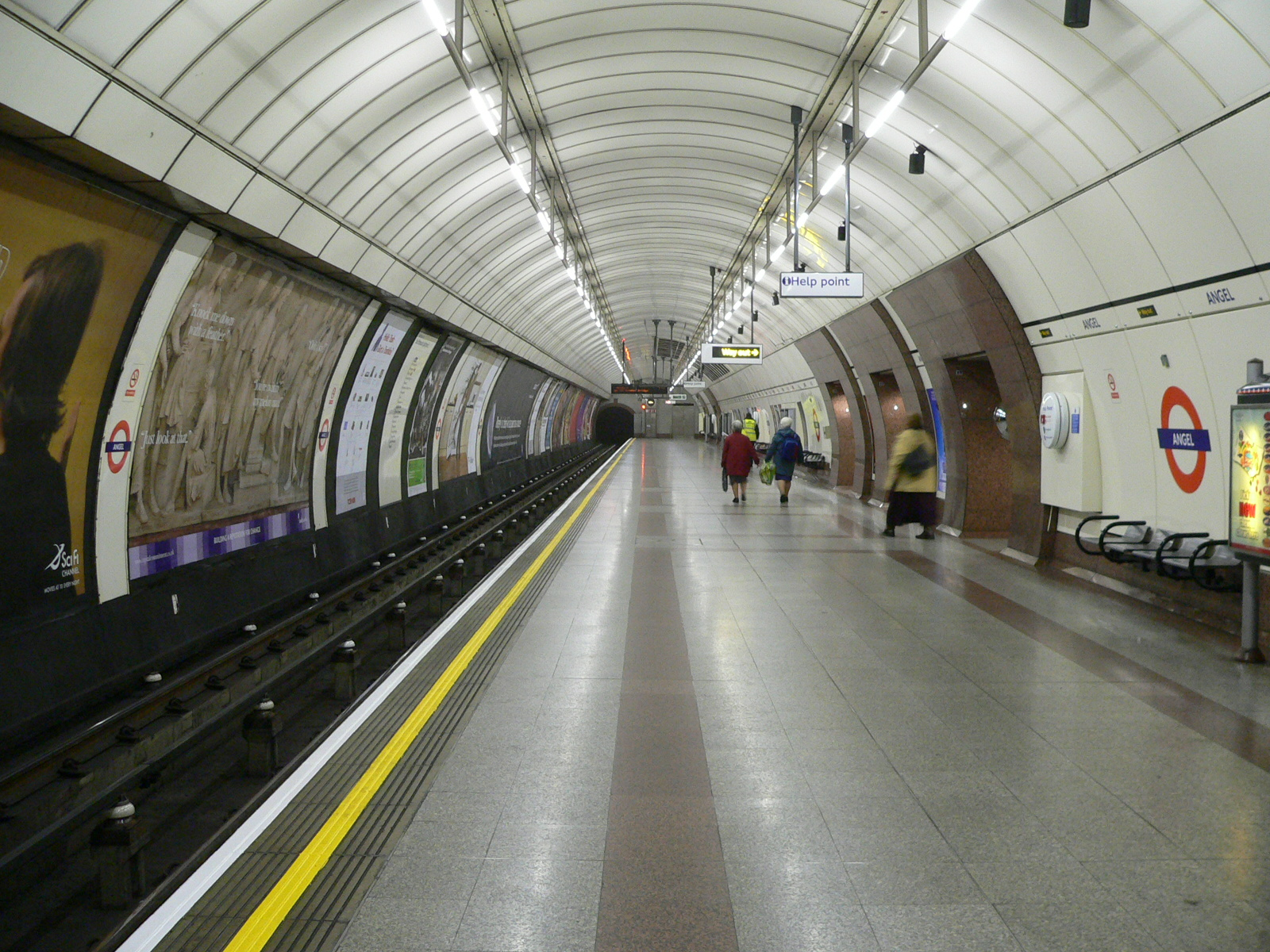
Perron in het station Angel

| Station      | Lijn(en)[1]                     | Zone(s) | Opening[2]                                                     | Voormalige naam |
| ------------ | ------------------------------- | ------- | -------------------------------------------------------------- | --- |
| Acton Town   | District, Piccadilly            | 3       | 20 februari 1910 herbouwd, oorspronkelijke opening 1 juli 1879 | Mill Hill Park tot 1910 |
| Aldgate      | Metropolitan[a], Circle         | 1       | 18 november 1876                                               | |
| Aldgate East | Hammersmith & City[d], District | 1       | 6 oktober 1884 verplaatst 31 oktober 1938                      | Voorgestelde naam voor de opening: Commercial Road                                                                                   |
| All Saints   | DLR (Stratford Branch)          | 2       | 31 augustus 1987                                               | |
| Alperton     | Piccadilly[h]                   | 4       | 28 juni 1903                                                   | Perivale-Alperton tot 1910 |
| Amersham     | Metropolitan                    | D       | 1 september 1892                                               | Amersham & Chesham Bois 1922-1934 |
| Angel        | Northern                        | 1       | 17 november 1901                                               | |
| Archway      | Northern                        | 2 & 3   | 22 juni 1907                                                   | Highgate 1907-1939, Archway (Highgate) 1939-1941, Highgate (Archway) 1941-1947. De voorgestelde naam voor opening was Archway Tavern |
| Arnos Grove  | Piccadilly                      | 4       | 19 september 1932                                              | |
| Arsenal      | Piccadilly                      | 2       | 15 december 1906                                               | Gillespie Road tot 1932, Arsenal (Highbury Hill) van 5 november 1932 totdat het laatste deel langzaamaan niet meer genoemd werd      |

## B

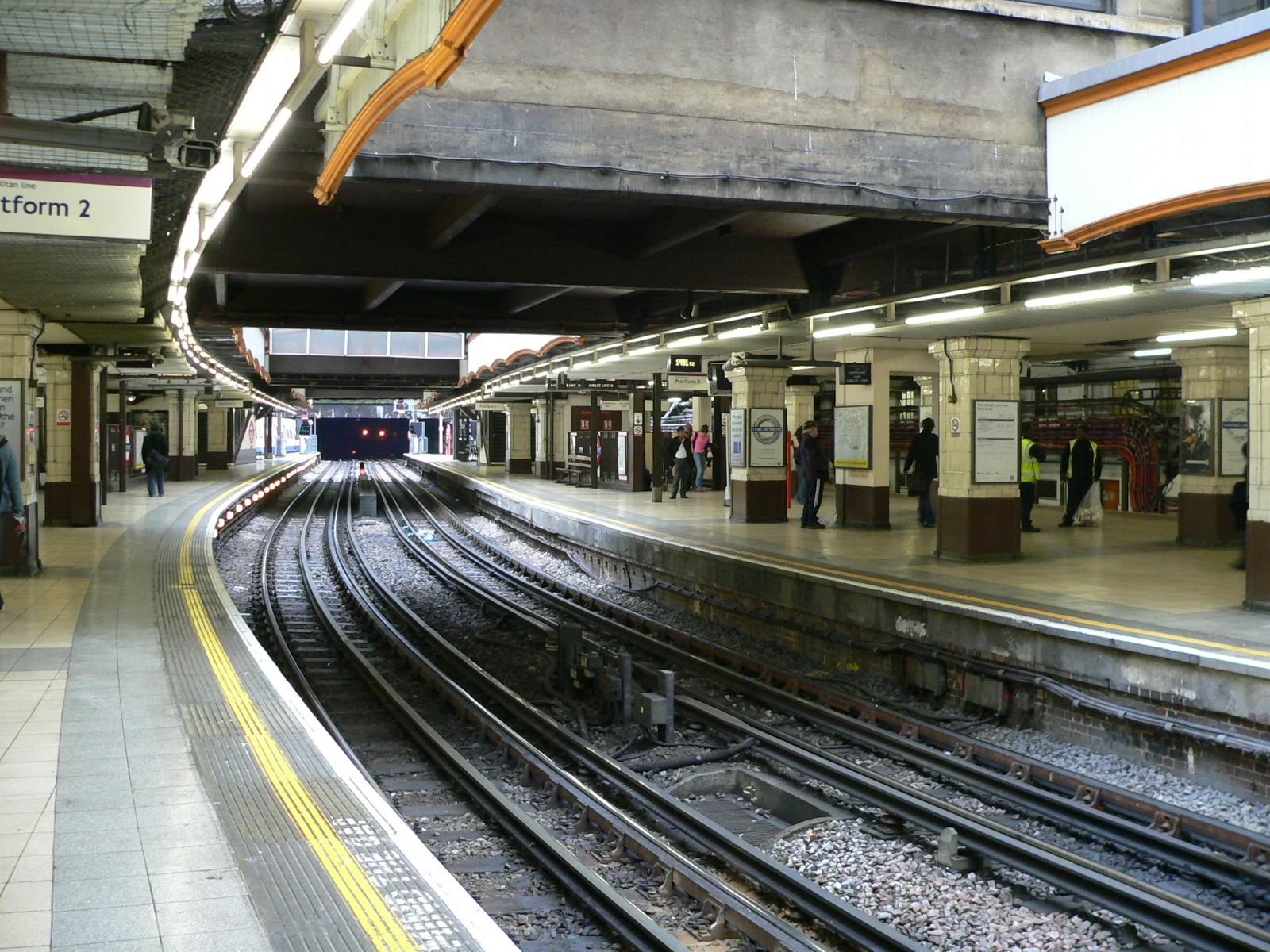
Perrons van de Metropolitan Line in station Baker Street

| Station                   | Lijn(en)[1]                                                    | Zone(s) | Opening[2]                          | Voormalige naam |
| ------------------------- | -------------------------------------------------------------- | ------- | ----------------------------------- | --- |
| Baker Street              | Hammersmith & City[b], Metropolitan, Bakerloo, Circle, Jubilee | 1       | 10 januari 1863                     | |
| Balham                    | Northern                                                       | 3       | 6 december 1926                     | |
| Bank                      | Waterloo & City, Northern, Central, DLR (Bank branch)          | 1       | 8 augustus 1898†, 29 juli 1991‡     | City alleen op de Waterloo & City Line tot 1940 |
| Barbican                  | Metropolitan[b], Circle, Hammersmith & City                    | 1       | 23 december 1865†, 1 maart 1866*    | Aldersgate Street tot 1910, Aldersgate 1910-1923, Aldersgate & Barbican 1923-1968                                                                                 |
| Barking                   | District[j], Hammersmith & City                                | 4       | 13 juni 1854*, 2 juni 1902†         | |
| Barkingside               | Central Line                                                   | 4[5]    | 1 mei 1903*, 31 mei 1948†           | |
| Barons Court              | District, Piccadilly                                           | 2       | 9 oktober 1905                      | |
| Battersea Power Station   | Northern                                                       | 1       | 20 september 2021                   | |
| Bayswater                 | District[c], Circle                                            | 1       | 1 oktober 1868                      | Bayswater vanaf de opening, Bayswater (Queen's Road) data onbekend, Queen's Road (Bayswater) data onbekend, Bayswater (Queen's Road) & Westbourne Grove 1923-1933 |
| Beckton                   | DLR (Beckton branch)                                           | 3       | 28 maart 1994                       | |
| Beckton Park              | DLR (Beckton branch)                                           | 3       | 28 maart 1994                       | |
| Becontree                 | District                                                       | 5       | 28 juni 1926*, 18 juli 1932†        | Gale Street Halt tot 1926 |
| Belsize Park              | Northern                                                       | 2       | 22 juni 1907                        | |
| Bermondsey                | Jubilee                                                        | 2       | 17 september 1999                   | |
| Bethnal Green             | Central                                                        | 2       | 4 december 1946                     | |
| Blackfriars               | District[i], Circle                                            | 1       | 30 mei 1870†, 10 mei 1886#          | St Paul's (alleen het station aan het nationale spoorwegnet) |
| Blackhorse Road           | Victoria                                                       | 3       | 19 juli 1894#, 1 september 1968†    | |
| Blackwall                 | DLR (Beckton branch)                                           | 2       | 28 maart 1994                       | |
| Bond Street               | Central, Jubilee                                               | 1       | 24 september 1900                   | Voorgestelde namen ware Davies Street voor de opening en Selfridge's in 1909                                                                                      |
| Borough                   | Northern                                                       | 1       | 18 december 1890                    | |
| Boston Manor              | Piccadilly[m]                                                  | 4       | 1 mei 1884                          | Boston Road tot 1911 |
| Bounds Green              | Piccadilly                                                     | 3 & 4   | 19 september 1932                   | |
| Bow Church (metrostation) | DLR (Stratford Branch)                                         | 2       | 31 augustus 1987                    | |
| Bow Road                  | District[j], Hammersmith & City                                | 2       | 11 juni 1902                        | |
| Brent Cross               | Northern                                                       | 3       | 19 november 1923                    | Voorgestelde naam op de kaart in 1914 was Woodstock. Brent tot 1976                                                                                               |
| Brixton                   | Victoria                                                       | 2       | 23 juli 1971                        | |
| Bromley-by-Bow            | District[j], Hammersmith & City                                | 2 & 3   | 31 maart 1858*, 2 juni 1902†        | Bromley tot 1967† |
| Buckhurst Hill            | Central                                                        | 5       | 22 augustus 1856* 21 november 1948† | |
| Burnt Oak                 | Northern                                                       | 4       | 27 oktober 1924                     | Burnt Oak (Watling) |

## C

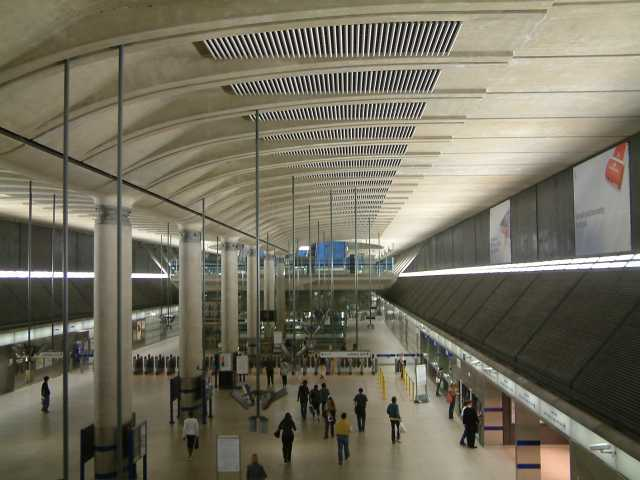
Het groots opgezette station Canary Wharf aan de Jubilee Line

| Station                           | Lijn(en)[1]                                            | Zone(s) | Opening[2]                                  | Voormalige naam                                                                 |
| --------------------------------- | ------------------------------------------------------ | ------- | ------------------------------------------- | ------------------------------------------------------------------------------- |
| Caledonian Road                   | Piccadilly                                             | 2       | 15 december 1906                            |                                                                                 |
| Camden Town                       | Northern                                               | 2       | 22 juni 1907                                | Voorgestelde naam voor de opening was Camden Road                               |
| Canada Water                      | East London, Jubilee                                   | 2       | 17 september 1999                           |                                                                                 |
| Canary Wharf                      | DLR (Lewisham Branch), Jubilee‡                        | 2       | 1991‡, 17 september 1999†                   |                                                                                 |
| Canning Town                      | DLR (Beckton & London City Airport Branches), Jubilee, | 3       | 14 juni 1847*, 28 maart 1994‡, 14 mei 1999† |                                                                                 |
| Cannon Street                     | District[i], Circle                                    | 1       | 1 september 1866#, 6 oktober 1884†          |                                                                                 |
| Canons Park                       | Jubilee[e]                                             | 5       | 10 december 1932                            | Canons Park (Edgware) tot 1933                                                  |
| Chalfont & Latimer                | Metropolitan                                           | C       | 8 juli 1889                                 | Chalfont Road tot 1915                                                          |
| Chalk Farm                        | Northern                                               | 2       | 22 juni 1907                                | Voorgestelde naam voor de opening was Adelaide Road                             |
| Chancery Lane                     | Central                                                | 1       | 30 juli 1900                                | Chancery Lane (Grays Inn)                                                       |
| Charing Cross                     | Bakerloo, Northern                                     | 1       | 10 maart 1906                               | Trafalgar Square alleen op de Bakerloo tot 1979, Strand, Charing Cross (Strand) |
| Chesham                           | Metropolitan                                           | D       | 8 juli 1889                                 |                                                                                 |
| Chigwell                          | Central                                                | 4[5]    | 1 mei 1903*, 21 november 1948†              |                                                                                 |
| Chiswick Park                     | District                                               | 3       | 1 juli 1879                                 | Acton Green tot 1887, Chiswick Park & Acton Green 1887-1910                     |
| Chorleywood                       | Metropolitan                                           | B       | 8 juli 1889                                 | Chorley Wood tot 1915 and 1934-65, Chorley Wood & Chenies 1915-34               |
| Clapham Common                    | Northern                                               | 2       | 3 juni 1900                                 |                                                                                 |
| Clapham North                     | Northern                                               | 2       | 3 juni 1900                                 | Clapham Road tot 1926                                                           |
| Clapham South                     | Northern                                               | 2 & 3   | 13 september 1926                           | Voorgestelde naam voor de opening was Nightingale Lane                          |
| Cockfosters                       | Piccadilly                                             | 5       | 31 juli 1933                                |                                                                                 |
| Colindale                         | Northern                                               | 4       | 18 augustus 1924                            |                                                                                 |
| Colliers Wood                     | Northern                                               | 3       | 13 september 1926                           |                                                                                 |
| Covent Garden                     | Piccadilly                                             | 1       | 11 april 1907                               |                                                                                 |
| Crossharbour & London Arena       | DLR (Lewisham Branch)                                  | 2       | 31 augustus 1987                            | Crossharbour                                                                    |
| Croxley                           | Metropolitan                                           | A       | 2 november 1925                             | Croxley Green tot 1949                                                          |
| Custom House                      | DLR (Beckton Branch)                                   | 3       | 28 maart 1994                               |                                                                                 |
| Cutty Sark for Maritime Greenwich | DLR (Lewisham Branch)                                  | 2 & 3   | 3 december 1999                             |                                                                                 |
| Cyprus                            | DLR (Beckton Branch)                                   | 3       | 28 maart 1994                               |                                                                                 |

## D

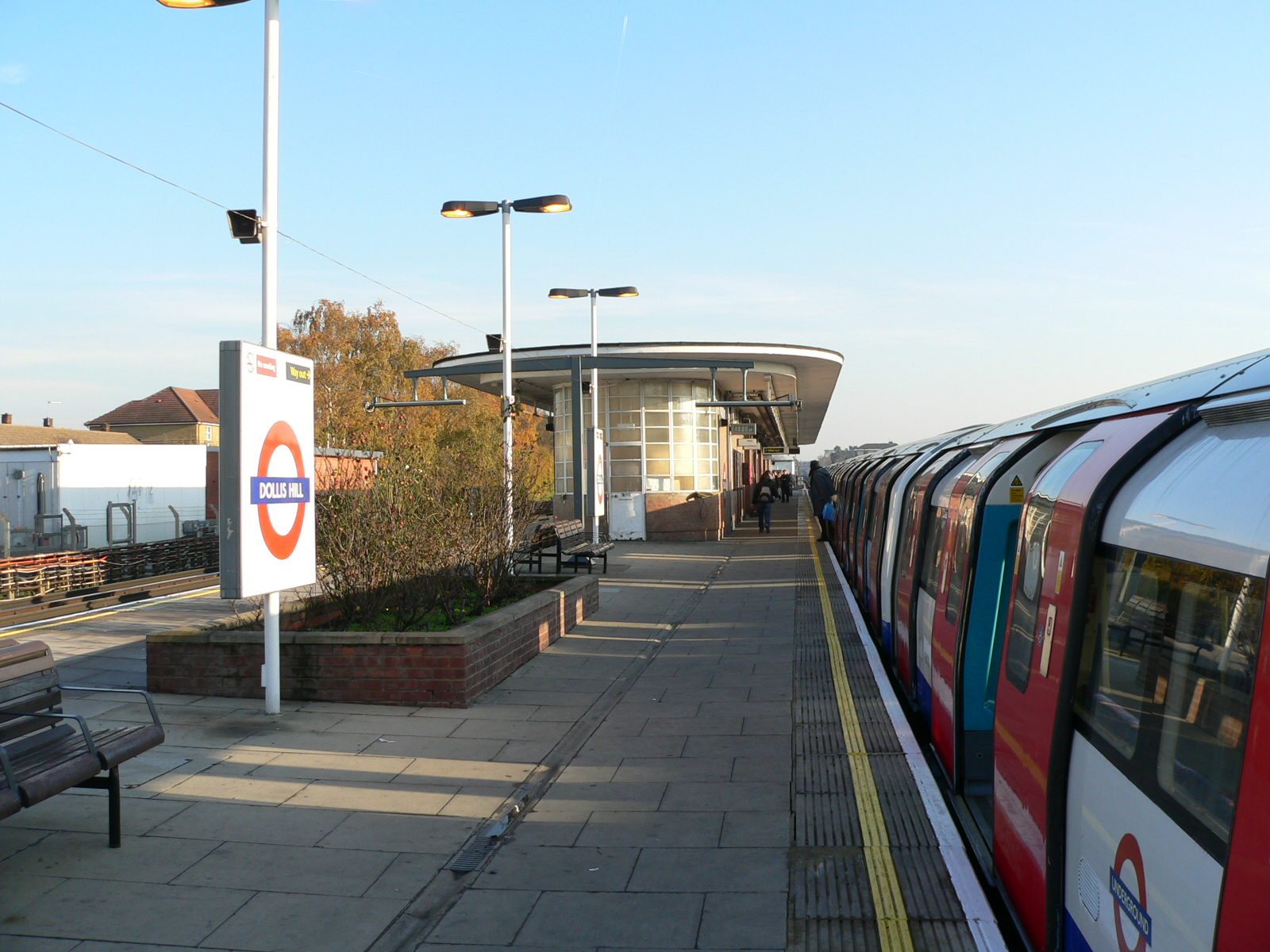
Dollis Hill aan de Jubilee Line werd in 1909 geopend als onderdeel van de Metropolitan Line en behoorde tussen 1939 en 1979 tot de Bakerloo Line.

| Station           | Lijn(en)[1]            | Zone(s) | Opening[2]                         | Voormalige naam                                                   |
| ----------------- | ---------------------- | ------- | ---------------------------------- | ----------------------------------------------------------------- |
| Dagenham East     | District               | 5       | 1885*, 2 juni 1902 †               | Dagenham tot 1949                                                 |
| Dagenham Heathway | District               | 5       | 12 september 1932                  | Heathway tot 1949                                                 |
| Debden            | Central                | 6       | 24 april 1865*, 25 september 1949† | Chigwell Road tot december 1865, Chigwell Lane december 1865-1949 |
| Deptford Bridge   | DLR (Lewisham Branch)  | 2 & 3   | 20 november 1999                   |                                                                   |
| Devons Road       | DLR (Stratford Branch) | 2       | 31 augustus 1987                   |                                                                   |
| Dollis Hill       | Jubilee Line[e]        | 3       | 1 oktober 1909                     |                                                                   |

## E

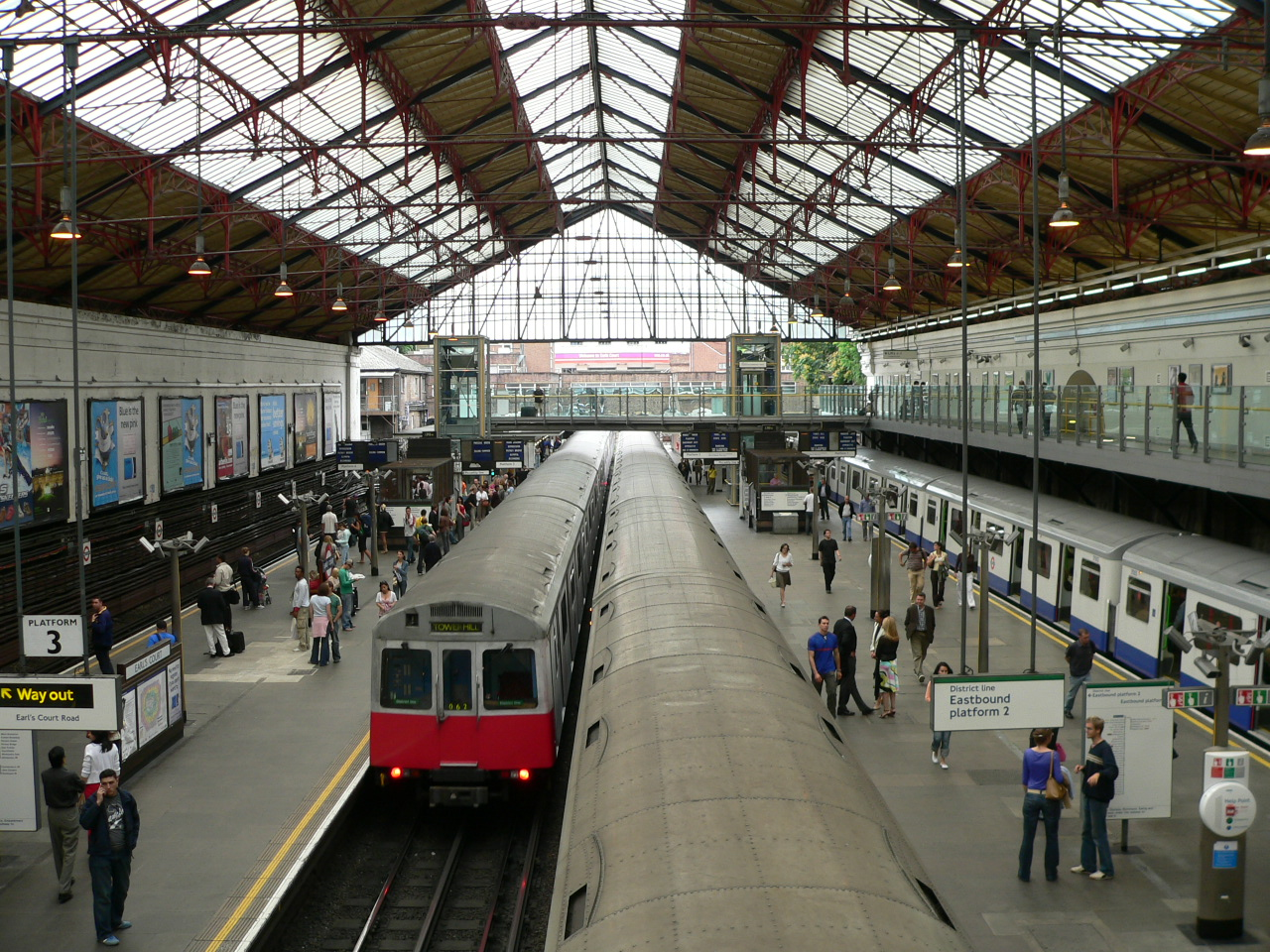
Perrons van de District Line in station Earl's Court

| Station           | Lijn(en)[1]                                 | Zone(s) | Opening[2]                                 | Voormalige naam |
| ----------------- | ------------------------------------------- | ------- | ------------------------------------------ | --- |
| Ealing Broadway   | District, Central                           | 3       | 1 december 1838#, 1 juli 1879†             | Ealing tot 1875 |
| Ealing Common     | District, Piccadilly                        | 3       | 1 juli 1879                                | Ealing Common and West Acton 1886-1910 |
| Earl's Court      | District, Piccadilly                        | 1 & 2   | 31 oktober 1871 verplaatst 1 februari 1878 | |
| East Acton        | Central                                     | 2       | 3 augustus 1920                            | |
| East Finchley     | Northern                                    | 3       | 22 augustus 1867*, 3 juli 1939†            | East End, Finchley |
| East Ham          | District[j], Hammersmith & City             | 3 & 4   | 1858*, 1902†                               | |
| East India        | DLR (Beckton Branch)                        | 2 & 3   | 28 maart 1994                              | |
| East Putney       | District                                    | 2 & 3   | 3 juni 1889                                | |
| Eastcote          | Metropolitan, Piccadilly[k]                 | 5       | 26 mei 1906                                | Eastcote Halt |
| Edgware           | Northern                                    | 5       | 18 augustus 1924                           | |
| Edgware Road      | Bakerloo                                    | 1       | 15 juni 1907                               | |
| Edgware Road      | Hammersmith & City[c][d], District, Circle  | 1       | 1 oktober 1863                             | |
| Elephant & Castle | Northern, Bakerloo                          | 1 & 2   | 18 december 1890                           | |
| Elm Park          | District                                    | 6       | 13 mei 1935                                | |
| Elverson Road     | DLR (Lewisham Branch)                       | 2 & 3   | 11 november 1999                           | |
| Embankment        | District[i], Bakerloo, Northern, Circle     | 1       | 30 mei 1870                                | Charing Cross alleen op de District Line tot 1915 toen de naam aan het gehele station werd gegeven, Embankment alleen op de Bakerloo 1906-1914, Charing Cross (Embankment) op de Bakerloo en de Northern 1914-1915, hele station Charing Cross 1915-1974, Charing Cross Embankment 1974-1976 |
| Epping            | Central                                     | 6       | 24 april 1865*, 25 september 1949†         | |
| Euston            | Northern, Victoria                          | 1       | 20 juli 1837#, 22 juni 1907†               | |
| Euston Square     | Metropolitan[b], Circle, Hammersmith & City | 1       | 10 januari 1863                            | Gower Street tot 1909 |

## F

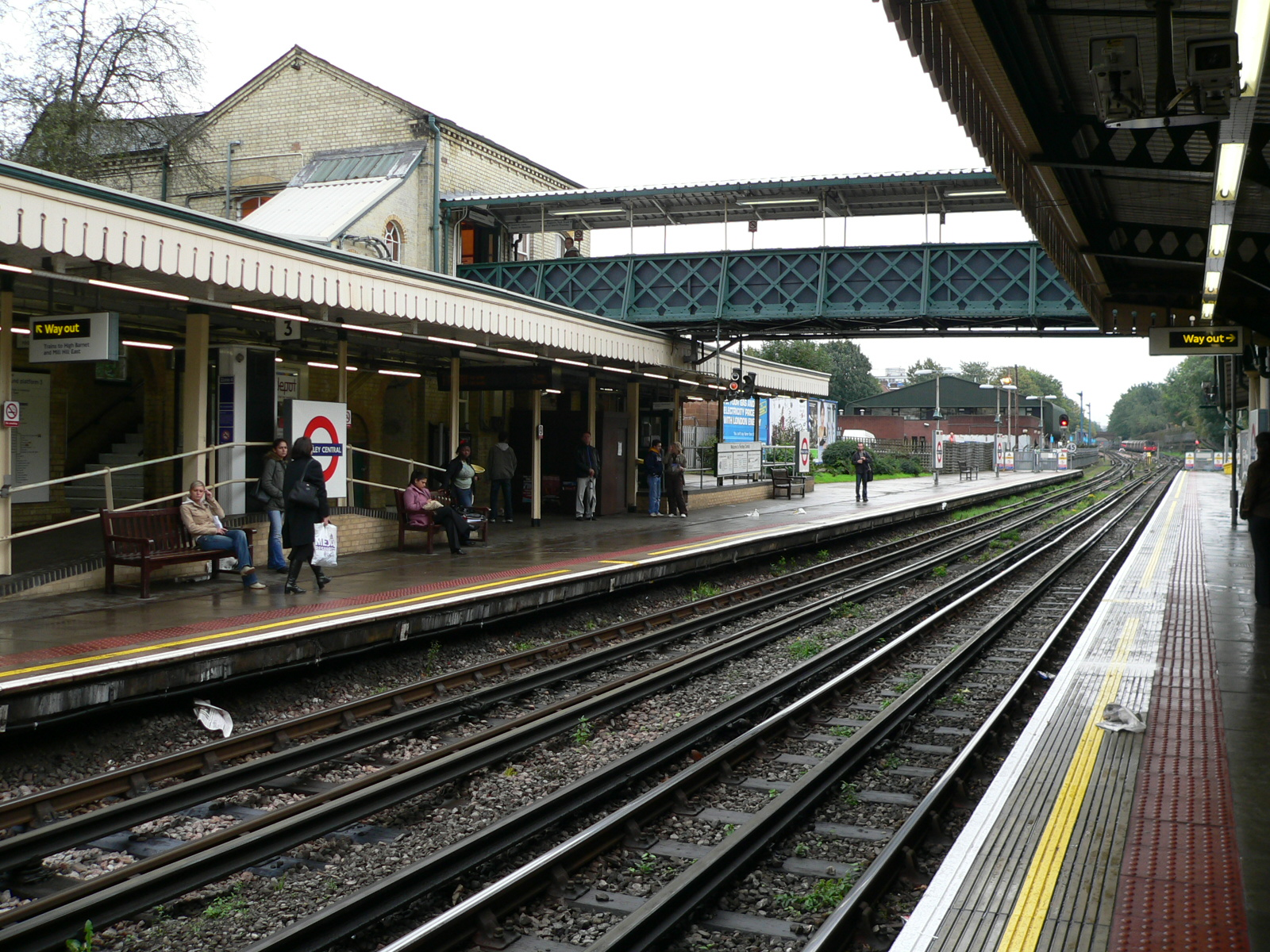
Finchley Central, naar het zuiden bekeken

| Station          | Lijn(en)[1]                                 | Zone(s) | Opening[2]                        | Voormalige naam                                                 |
| ---------------- | ------------------------------------------- | ------- | --------------------------------- | --------------------------------------------------------------- |
| Fairlop          | Central                                     | 4[5]    | 1 mei 1903*, 31 mei 1948†         |                                                                 |
| Farringdon       | Metropolitan[b], Circle, Hammersmith & City | 1       | 10 januari 1863                   | Farringdon Street tot 1922, Farringdon and High Holborn 1922-36 |
| Finchley Central | Northern                                    | 4       | 22 augustus 1867*, 14 april 1940† | Finchley & Hendon tot 1894, Finchley (Church End) 1894-1940     |
| Finchley Road    | Jubilee[f], Metropolitan                    | 2       | 30 juni 1879                      |                                                                 |
| Finsbury Park    | Piccadilly, Victoria                        | 2       | 1861#, 15 december 1906†          |                                                                 |
| Fulham Broadway  | District                                    | 2       | 1880                              | Walham Green tot 1952                                           |

## G

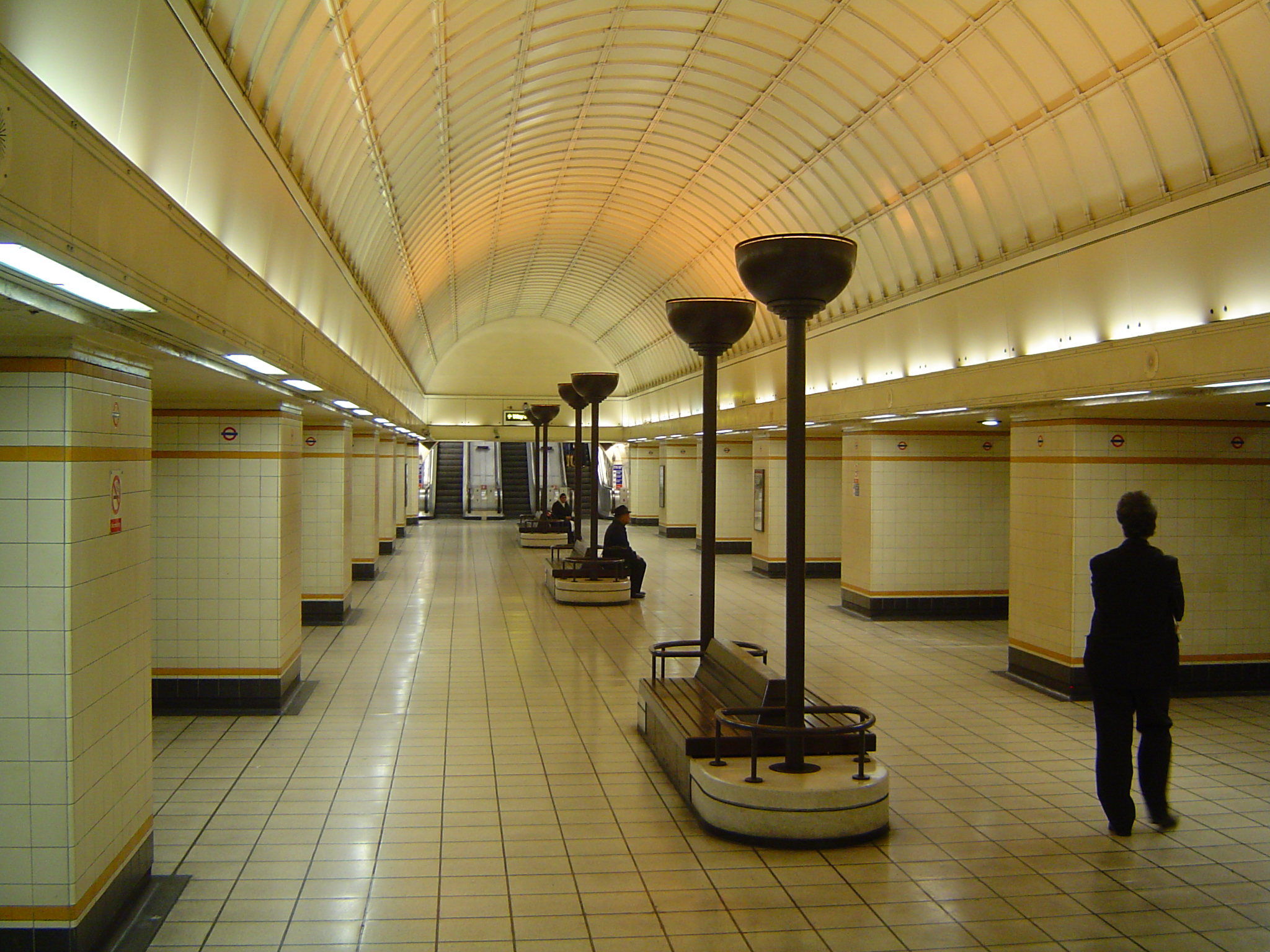
Het ontwerp van station Gants Hill is geïnspireerd op de metro van Moskou.

| Station               | Lijn(en)[1]                                 | Zone(s) | Opening[2]                          | Voormalige naam |
| --------------------- | ------------------------------------------- | ------- | ----------------------------------- | --- |
| Gallions Reach        | DLR (Beckton Branch)                        | 3       | 28 maart 1994                       | |
| Gants Hill            | Central                                     | 4       | 14 december 1947                    | |
| Gloucester Road       | District[c], Piccadilly, Circle             | 1       | 1 oktober 1868                      | Brompton (Gloucester Road) tot 1907 |
| Golders Green         | Northern                                    | 3       | 22 juni 1907                        | |
| Goldhawk Road         | Hammersmith & City, Circle[d]               | 2       | 1 april 1914                        | |
| Goodge Street         | Northern                                    | 1       | 22 juni 1907                        | Tottenham Court Road tot 1908 |
| Grange Hill           | Central                                     | 4[5]    | 1 mei 1903*, 21 november 1948†      | |
| Great Portland Street | Metropolitan[b], Circle, Hammersmith & City | 1       | 10 januari 1863                     | Portland Road tot 1917, Great Portland Street & Regent's Park 1923-33                                                                                 |
| Green Park            | Piccadilly, Victoria Line, Jubilee          | 1       | 15 december 1906                    | Dover Street tot 1933, de naamborden op het noordwaartse perron toonden Dover Street (St James) maar deze naam is nooit op kaarten of tickets genoemd |
| Greenford             | Central                                     | 4       | 1 oktober 1904*, 30 juni 1947       | |
| Greenwich             | DLR (Lewisham Branch)                       | 2 & 3   | 8 februari 1836*, 11 november 1999‡ | |
| Gunnersbury           | District                                    | 3       | 1 januari 1869*, 1 juni 1877†       | Brentford Road tot 1871 |

## H
| Station                                 | Lijn(en)[1]                   | Zone(s) | Opening[2]                                   | Voormalige naam |
| --------------------------------------- | ----------------------------- | ------- | -------------------------------------------- | --- |
| Hainault                                | Central                       | 4[5]    | 1 mei 1903*, 31 mei 1948                     | |
| Hammersmith                             | District, Piccadilly          | 2       | 9 september 1874                             | |
| Hammersmith                             | Hammersmith & City, Circle[d] | 2       | 13 juni 1864                                 | |
| Hampstead                               | Northern                      | 2 & 3   | 22 juni 1907                                 | Voorgestelde naam voor de opening was Heath Street |
| Hanger Lane                             | Central                       | 3       | 30 juni 1947                                 | |
| Harlesden                               | Bakerloo                      | 3       | 15 juni 1912*, 16 april 1917†                | |
| Harrow & Wealdstone                     | Bakerloo                      | 5       | 20 juli 1837*, 16 april 1917†                | Harrow tot 1897 |
| Harrow-on-the-Hill                      | Metropolitan                  | 5       | 2 augustus 1880†, 15 maart 1899*             | Harrow tot 1894 |
| Hatton Cross                            | Piccadilly                    | 5 & 6   | 19 juli 1975                                 | |
| Heathrow Terminals 2 & 3 (metrostation) | Piccadilly                    | 6       | 16 december 1977                             | Heathrow Central |
| Heathrow Terminal 4 (metrostation)      | Piccadilly                    | 6       | 12 april 1986                                | |
| Heathrow Terminal 5                     | Piccadilly                    | 4[5]    | 27 maart 2008                                | |
| Hendon Central                          | Northern                      | 3 & 4   | 19 november 1923                             | |
| Héron Quays                             | DLR (Lewisham Branch)         | 2       | 31 augustus 1987                             | |
| High Barnet                             | Northern                      | 5       | 1 april 1872*, 14 april 1940†                | |
| High Street Kensington                  | District[c], Circle           | 1       | 1 oktober 1868                               | |
| Highbury & Islington                    | Victoria                      | 2       | 28 juni 1904*, 1 september 1968†             | Highbury tot 1922 |
| Highgate                                | Northern                      | 3       | 22 augustus 1867*, 19 januari 1941†          | |

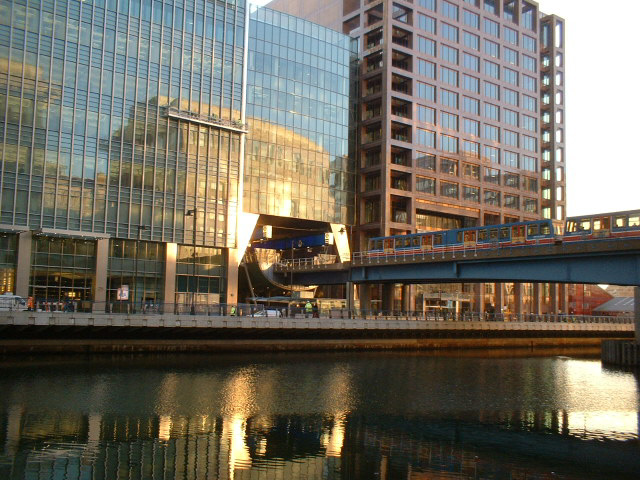
DLR-station Heron Quays (metrostation)

| Hillingdon                              | Metropolitan, Piccadilly[k]   | 6       | 4 juli 1904 verplaatst 29 juni 1992          | Hillingdon (Swakeleys) 1934-? Voorgestelde namen: Hillingdon Court in 1925, New Hillingdon ook in 1925, Hillingdon Park in 1929 samen met Hillingdon North en Hillingdon Mount |
| Holborn                                 | Central, Piccadilly           | 1       | 15 december 1906                             | Holborn (Kingsway) 1933 totdat het achtervoegsel langzaamaan niet meer gebruikt werd                                                                                           |
| Holland Park                            | Central                       | 2       | 30 juli 1900                                 | |
| Holloway Road                           | Piccadilly                    | 2       | 15 december 1906                             | |
| Hornchurch                              | District                      | 6       | 1 mei 1885*, 2 juni 1902†                    | |
| Hounslow Central                        | Piccadilly[m]                 | 4       | 1 april 1886                                 | Heston Hounslow tot 1925 |
| Hounslow East                           | Piccadilly[m]                 | 4       | 1 mei 1883                                   | Hounslow tot 1884, Hounslow Town 1884-1925 |
| Hounslow West                           | Piccadilly[m]                 | 5       | 21 juli 1884 perrons verplaatst 14 juli 1975 | Hounslow Barracks tot 1925 |
| Hyde Park Corner                        | Picadilly                     | 1       | 15 december 1906                             | |

## I

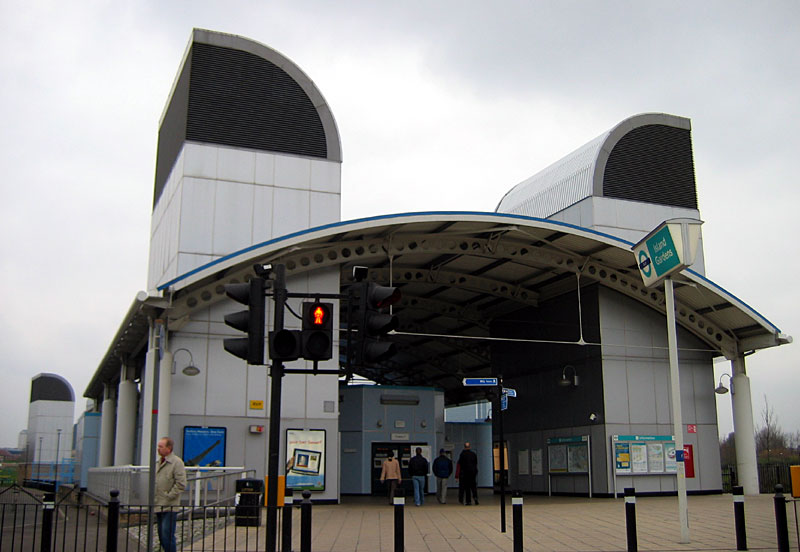
Station Island Gardens in 2004

| Station        | Lijn(en)[1]                 | Zone(s) | Opening[2]        | Voormalige naam |
| -------------- | --------------------------- | ------- | ----------------- | --------------- |
| Ickenham       | Metropolitan, Piccadilly[k] | 6       | 25 september 1905 | Ickenham Halt   |
| Island Gardens | DLR (Lewisham Branch)       | 2       | 31 augustus 1987  |                 |

## K
| Station                  | Lijn(en)[1]                                                                 | Zone(s) | Opening[2]                    | Voormalige naam |
| ------------------------ | --------------------------------------------------------------------------- | ------- | ----------------------------- | --- |
| Kennington               | Northern                                                                    | 1 & 2   | 18 december 1890              | |
| Kensal Green             | Bakerloo                                                                    | 2       | 1 oktober 1916                | |
| Kensington (Olympia)     | District                                                                    | 2       | 27 mei 1844                   | Kensington tot 1868 Addison Road, Kensington (Addison Road) 1868-1946 |
| Kentish Town             | Northern                                                                    | 2       | 22 juni 1907                  | |
| Kenton                   | Bakerloo Line                                                               | 4       | 15 juni 1912*, 16 april 1917† | |
| Kew Gardens              | District                                                                    | 3 & 4   | 1 juli 1869*, 1 juni 1877†    | |
| Kilburn                  | Jubilee[e]                                                                  | 2       | 24 november 1879              | Kilburn and Brondesbury tot 1950 |
| Kilburn Park             | Bakerloo                                                                    | 2       | 31 januari 1915               | |
| King George V            | DLR (London City Airport branch)                                            | 3       | 2 december 2005               | |

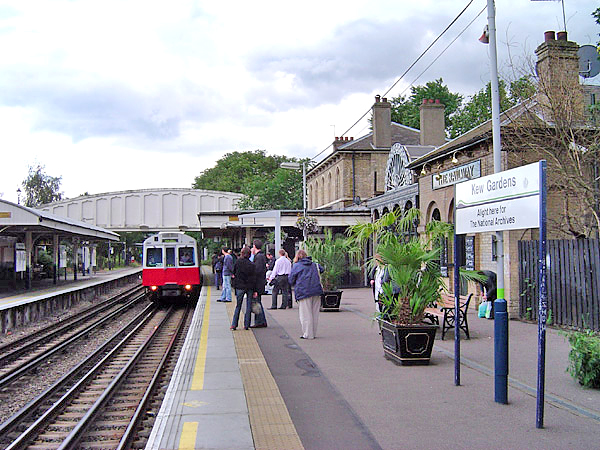
Station Kew Gardens op een zonnige dag

| King's Cross St. Pancras | Metropolitan[b], Northern, Piccadilly, Circle, Victoria, Hammersmith & City | 1       | 10 januari 1863               | Metropolitan: King's Cross tot 1925, King's Cross & St Pancras 1925-1927, King's Cross for St Pancras 1927-1933, verplaatst 14 maart 1941 (originele station heropend als King's Cross Thameslink) Piccadilly: King's Cross tot 1927, King's Cross for St Pancras 1927-1933 Northern: King's Cross for St Pancras tot 1933 |
| Kingsbury                | Jubilee[e]                                                                  | 4       | 10 december 1932              | |
| Knightsbridge            | Piccadilly                                                                  | 1       | 15 december 1906              | |

## L

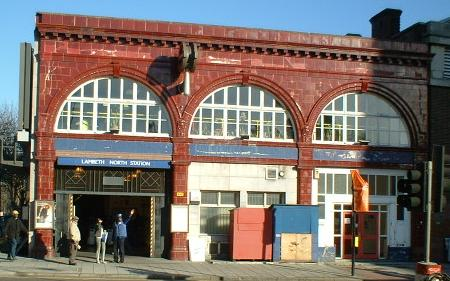
Lambeth North is ontworpen door Leslie Green en heeft de klassieke ossenbloed-rode tegels op de gevel.

| Station             | Lijn(en)[1]                                          | Zone(s) | Opening[2]                           | Voormalige naam                                                                                             |
| ------------------- | ---------------------------------------------------- | ------- | ------------------------------------ | --- |
| Ladbroke Grove      | Hammersmith & City, Circle                           | 2       | 13 juni 1864                         | Notting Hill tot 1880, Notting Hill & Ladbroke Grove 1880-1919, Ladbroke Grove (North Kensington) 1919-1938 |
| Lambeth North       | Bakerloo                                             | 1       | 10 maart 1906                        | Kennington Road tot augustus 1906, Westminster Bridge Road (originele voorgestelde naam) 1906-1917          |
| Lancaster Gate      | Central                                              | 1       | 30 juli 1900                         | Voorgestelde naam was Westbourne                                                                            |
| Langdon Park        | DLR (Stratford Branch)                               | 1       | 9 december 2007                      | |
| Latimer Road        | Hammersmith & City, Circle[d]                        | 2       | 16 december 1868                     | |
| Leicester Square    | Piccadilly, Northern                                 | 1       | 15 december 1906                     | Voorgestelde naam voor de opening Cranbourn Street                                                          |
| Lewisham            | DLR (Lewisham Branch)                                | 2 & 3   | 1857#, 11 november 1999‡             | |
| Leyton              | Central                                              | 3       | 22 augustus 1856*, 5 mei 1947†       | |
| Leytonstone         | Central                                              | 3 & 4   | 22 augustus 1856*, 5 mei 1947†       | |
| Limehouse           | DLR (Bank Branch)                                    | 2       | 1841*, 31 augustus 1987‡             | Stepney Junction, Stepney East (naastgelegen station van de nationale spoorwegen)                           |
| Liverpool Street    | Metropolitan[b], Central, Circle, Hammersmith & City | 1       | 2 februari 1874#, 12 juli 1875†      | Bishopsgate tot 1909                                                                                        |
| London Bridge       | Northern, Jubilee                                    | 1       | 1836#, 25 februari 1900†             | |
| London City Airport | DLR (London City Airport branch)                     | 3       | 2 december 2005                      | |
| Loughton            | Central                                              | 6       | 22 augustus 1856*, 21 november 1948† | |

## M

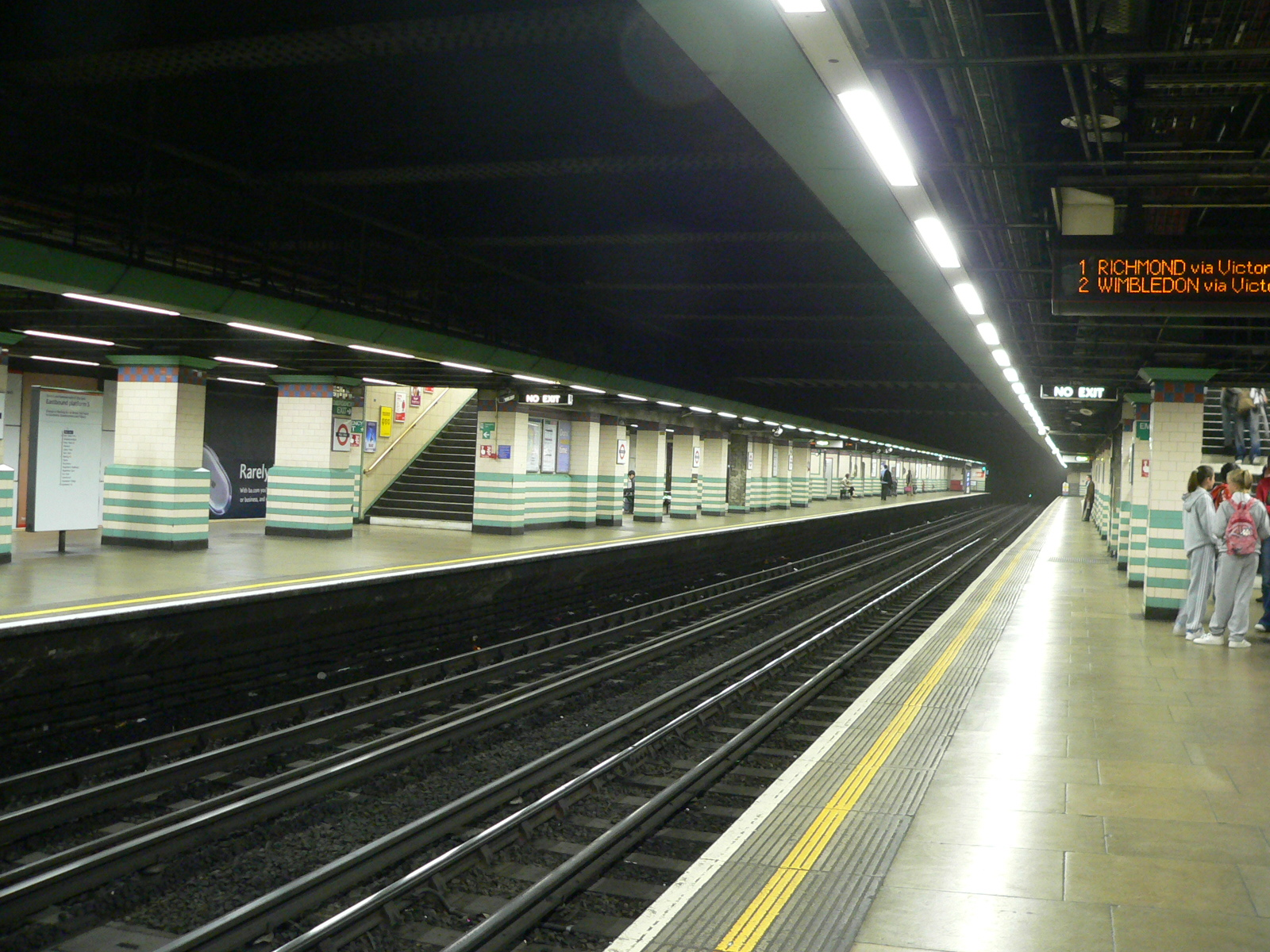
Mile End is het enige ondergrondse station waarin een deep-level- en een sub-surface-lijn aan hetzelfde perron komen.

| Station             | Lijn(en)[1]                                           | Zone(s) | Opening[2]                        | Voormalige naam                                                        |
| ------------------- | ----------------------------------------------------- | ------- | --------------------------------- | ---------------------------------------------------------------------- |
| Maida Vale          | Bakerloo                                              | 2       | 6 juni 1915                       |                                                                        |
| Manor House         | Piccadilly                                            | 2 & 3   | 19 september 1932                 |                                                                        |
| Mansion House       | District[i], Circle                                   | 1       | 3 juli 1871                       |                                                                        |
| Marble Arch         | Central                                               | 1       | 30 juli 1900                      |                                                                        |
| Marylebone          | Bakerloo                                              | 1       | 1899#, 27 maart 1907†             | Great Central tot 1917 (Marylebone was de originele voorgestelde naam) |
| Mile End            | District[j], Hammersmith & City, Central              | 2       | 2 juni 1902                       |                                                                        |
| Mill Hill East      | Northern                                              | 4       | 22 augustus 1867*, 18 mei 1941†   | London Mill Hill, Mill Hill for Mill Hill Barracks                     |
| Monument            | District[i], Circle                                   | 1       | 6 oktober 1884                    | Eastcheap tot november 1884                                            |
| Moor Park           | Metropolitan                                          | 6 & A   | 9 mei 1910                        | Sandy Lodge tot 1923, Moor Park & Sandy Lodge 1923-1950                |
| Moorgate            | Metropolitan[b], Northern, Circle, Hammersmith & City | 1       | 23 december 1865†, 1 juli 1866*   | Moorgate Street alleen op de Metropolitan tot 1924                     |
| Morden              | Northern                                              | 4       | 13 september 1926                 |                                                                        |
| Mornington Crescent | Northern                                              | 2       | 22 juni 1907                      | Voorgestelde naam voor de opening was Seymour Street                   |
| Mudchute            | DLR (Lewisham Branch)                                 | 2       | 31 augustus 1987, verplaatst 1999 |                                                                        |

## N

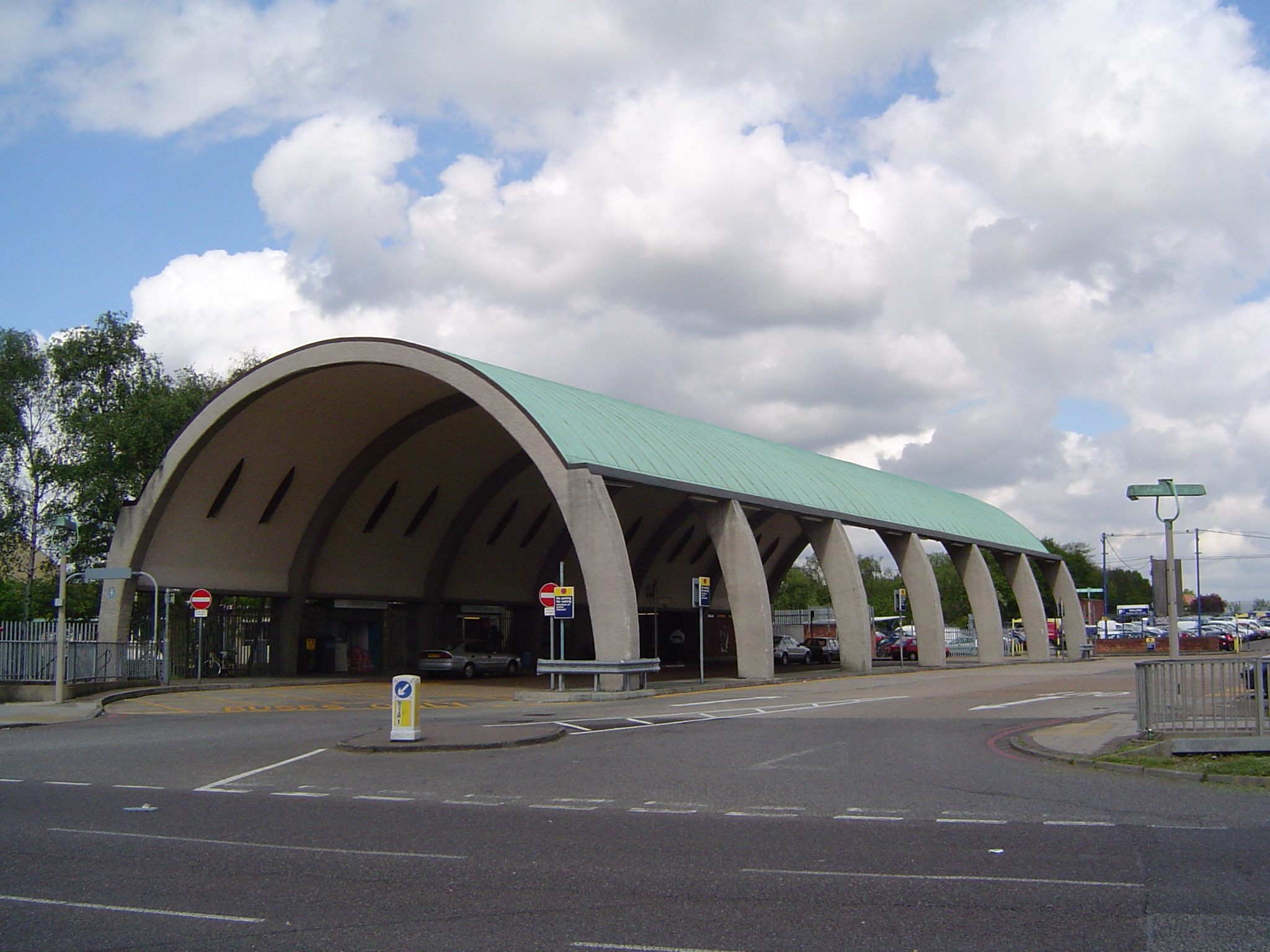
Het opvallende dak van station Newbury Park, ontworpen door Oliver Hill

| Station           | Lijn(en)[1]                  | Zone(s) | Opening[2]                           | Voormalige naam                                               |
| ----------------- | ---------------------------- | ------- | ------------------------------------ | ------------------------------------------------------------- |
| Neasden           | Jubilee[e]                   | 3       | 2 augustus 1880                      | Kingsbury & Neasden tot 1910, Neasden & Kingsbury 1910-32     |
| New Cross         | East London                  | 2       | oktober 1850*, 1 oktober 1884†       |                                                               |
| New Cross Gate    | East London                  | 2       | 5 juni 1839*, 1 oktober 1884†        | New Cross tot 1923                                            |
| Newbury Park      | Central                      | 4       | 1 mei 1903*, 14 december 1947†       |                                                               |
| Nine Elms         | Northern                     | 1       | 20 september 2021                    |                                                               |
| North Acton       | Central                      | 2 & 3   | 5 november 1923                      |                                                               |
| North Ealing      | Piccadilly[h]                | 3       | 23 juni 1903                         |                                                               |
| North Greenwich   | Jubilee                      | 2 & 3   | 14 mei 1999                          |                                                               |
| North Harrow      | Metropolitan                 | 5       | 22 maart 1915                        |                                                               |
| North Wembley     | Bakerloo                     | 4       | 15 juni 1912*, 16 april 1917†        |                                                               |
| Northfields       | Piccadilly[m]                | 3       | 16 april 1908 verplaatst 19 mei 1932 | Northfield Halt tot 1911, Northfields & Little Ealing 1911-32 |
| Northolt          | Central                      | 5       | 21 november 1948                     |                                                               |
| Northwick Park    | Metropolitan                 | 4       | 28 juni 1923                         | Northwick Park and Kenton tot 1933                            |
| Northwood         | Metropolitan                 | 6       | 1 september 1887                     |                                                               |
| Northwood Hills   | Metropolitan                 | 6       | 13 november 1933                     |                                                               |
| Notting Hill Gate | District[c], Central, Circle | 1 & 2   | 1 oktober 1868                       |                                                               |

## O

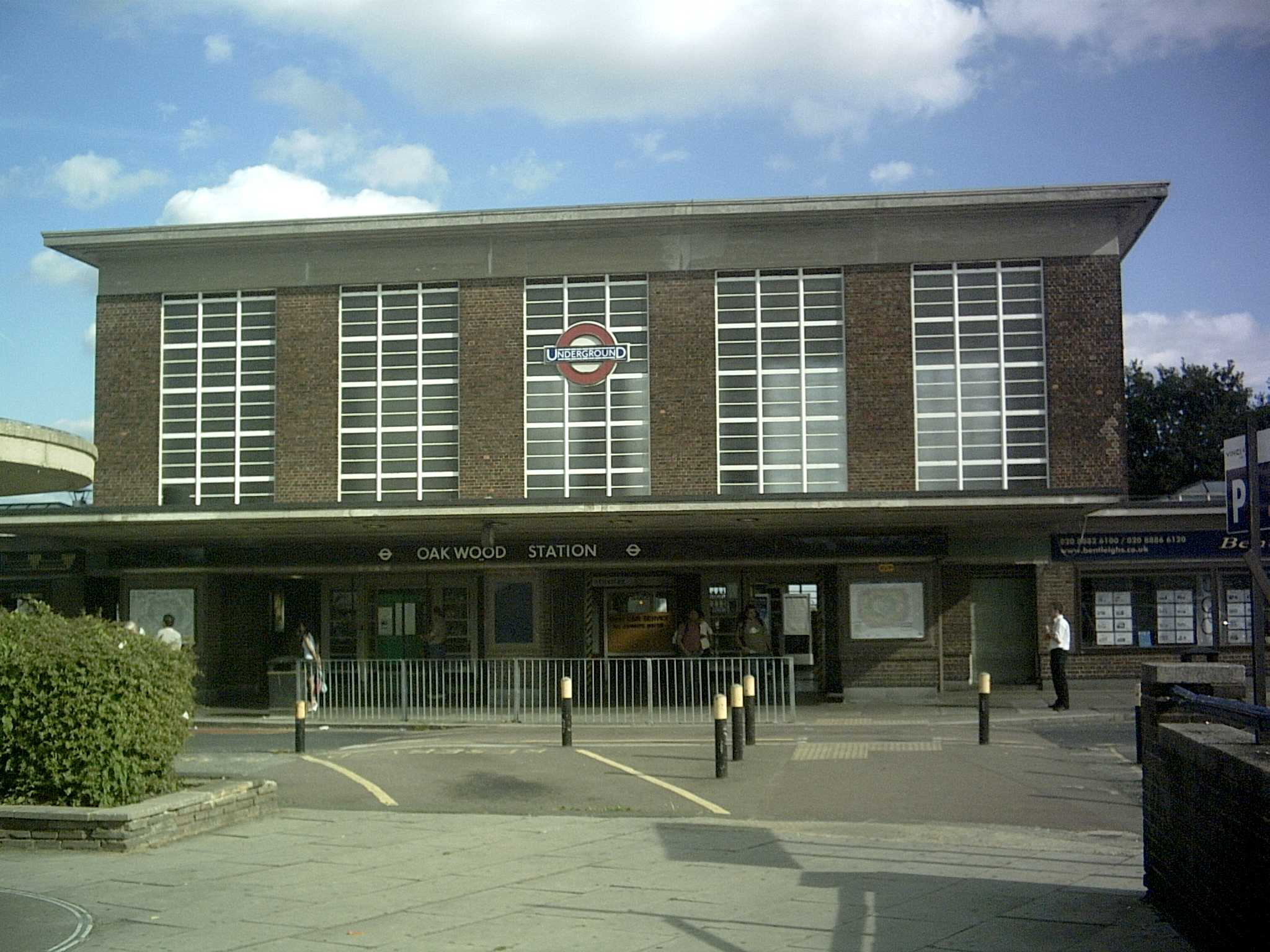
Oakwood, aan het noordelijke uiteinde van de Piccadilly line

| Station       | Lijn(en)[1]                 | Zone(s) | Opening[2]                           | Voormalige naam                                       |
| ------------- | --------------------------- | ------- | ------------------------------------ | ----------------------------------------------------- |
| Oakwood       | Piccadilly                  | 5       | 13 maart 1933                        | Enfield West tot 1934, Enfield West (Oakwood) 1934-46 |
| Old Street    | Northern                    | 1       | 17 november 1901†, 14 februari 1904* |                                                       |
| Osterley      | Piccadilly[m]               | 4       | 1 mei 1883, verplaatst 25 maart 1934 | Osterly & Spring Grove tot verplaatsing               |
| Oval          | Northern                    | 2       | 18 december 1890                     | Kennington (Oval) tot 1894                            |
| Oxford Circus | Central, Bakerloo, Victoria | 1       | 30 juli 1900                         |                                                       |

## P

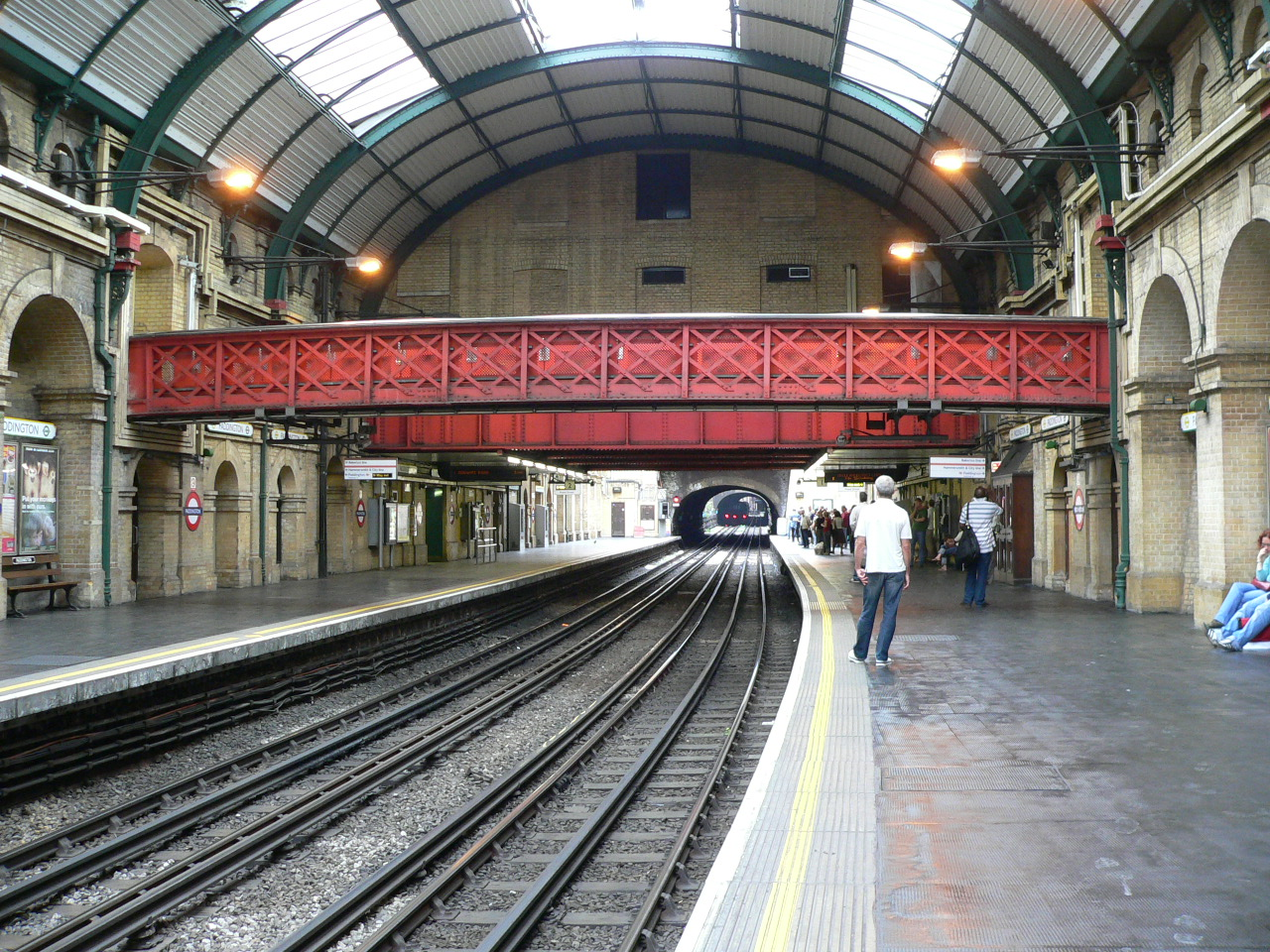
De perrons van de Circle en District Line in station Paddington

| Station           | Lijn(en)[1]                                       | Zone(s) | Opening[2]                            | Voormalige naam                                                                                                |
| ----------------- | ------------------------------------------------- | ------- | ------------------------------------- | --- |
| Paddington        | District[b], Circle, Bakerloo, Hammersmith & City | 1       | 1854#, 10 januari 1863†               | H&C station: Paddington (Bishop's Road) tot 1933/Circle & District station: Paddington (Praed Street) tot 1948 |
| Park Royal        | Piccadilly                                        | 3       | 23 juni 1903, verplaatst 6 juli 1931  | Park Royal & Twyford Abbey tot 1931, Park Royal 1931-1936, Park Royal (Hanger Hill) 1936-1947                  |
| Parsons Green     | District                                          | 2       | 1 maart 1880                          | |
| Perivale          | Central                                           | 4       | 2 mei 1904*, 30 juni 1947†            | Perivale Halt                                                                                                  |
| Piccadilly Circus | Bakerloo, Piccadilly                              | 1       | 10 maart 1906                         | |
| Pimlico           | Victoria                                          | 1       | 14 september 1972                     | |
| Pinner            | Metropolitan                                      | 5       | 25 mei 1885                           | |
| Plaistow          | District, Hammersmith & City[j]                   | 3       | 31 maart 1858*, 2 juni 1902†          | |
| Pontoon Dock      | DLR (London City Airport branch)                  | 3       | 2 december 2005                       | |
| Poplar            | DLR                                               | 2       | 21 augustus 1987                      | |
| Preston Road      | Metropolitan                                      | 4       | 21 mei 1908 verplaatst 3 januari 1932 | Preston Road Halt                                                                                              |
| Prince Regent     | DLR (Beckton Branch)                              | 3       | 28 maart 1994                         | |
| Pudding Mill Lane | DLR (Stratford Branch)                            | 2 & 3   | 15 januari 1996                       | |
| Putney Bridge     | District                                          | 2       | 1 maart 1880                          | Putney Bridge and Fulham tot 1902, Putney Bridge and Hurlingham 1902-1932                                      |

## Q

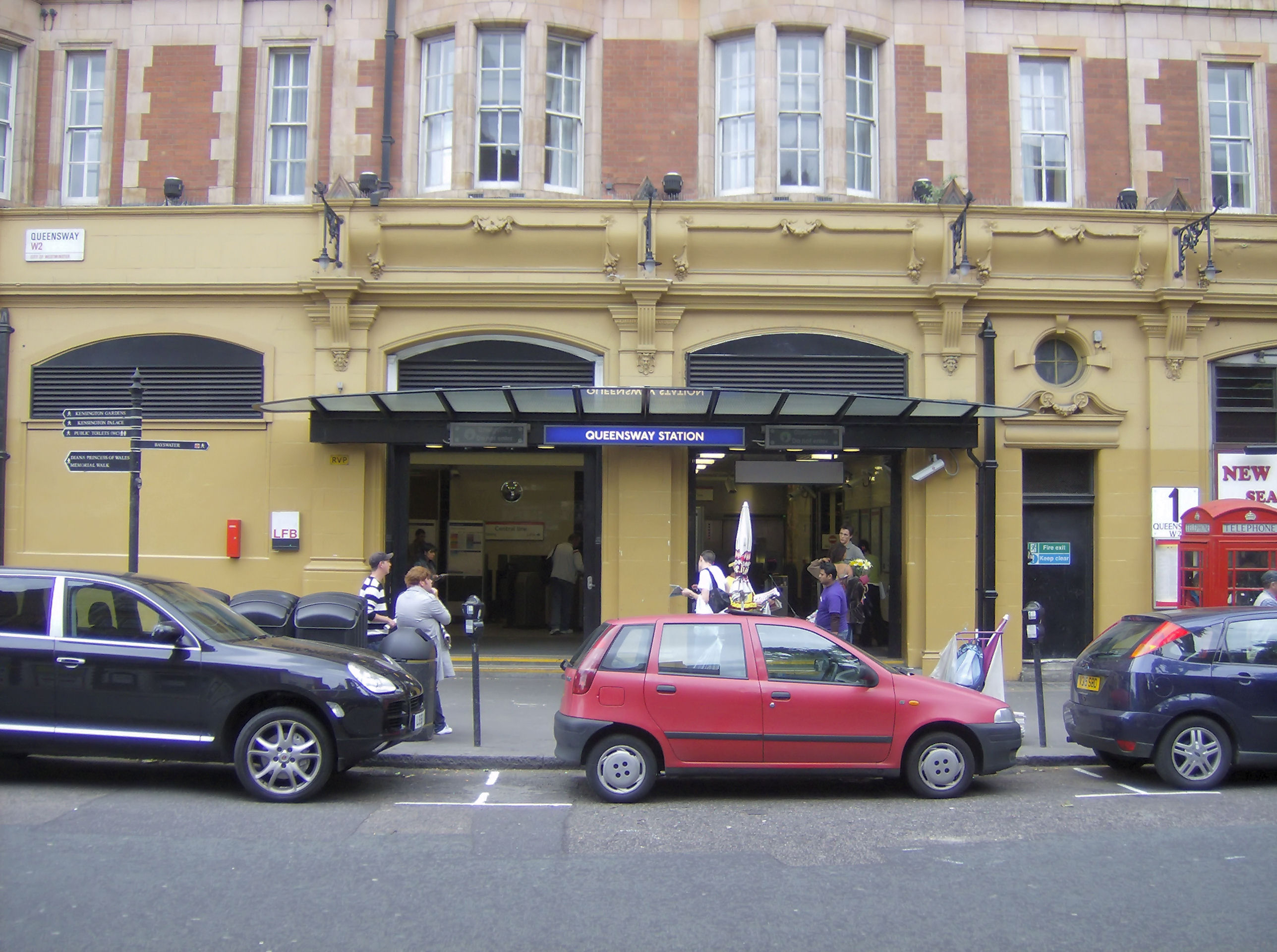
Queensway voor de herbouw in 2005-2006

| Station      | Lijn(en)[1] | Zone(s) | Opening[2]                      | Voormalige naam |
| ------------ | ----------- | ------- | ------------------------------- | --------------- |
| Queen's Park | Bakerloo    | 2       | 2 juni 1879*, 11 februari 1915† |                 |
| Queensbury   | Jubilee[e]  | 4       | 16 december 1934                |                 |
| Queensway    | Central     | 1       | 30 juli 1900                    | Queen's Road    |

## R

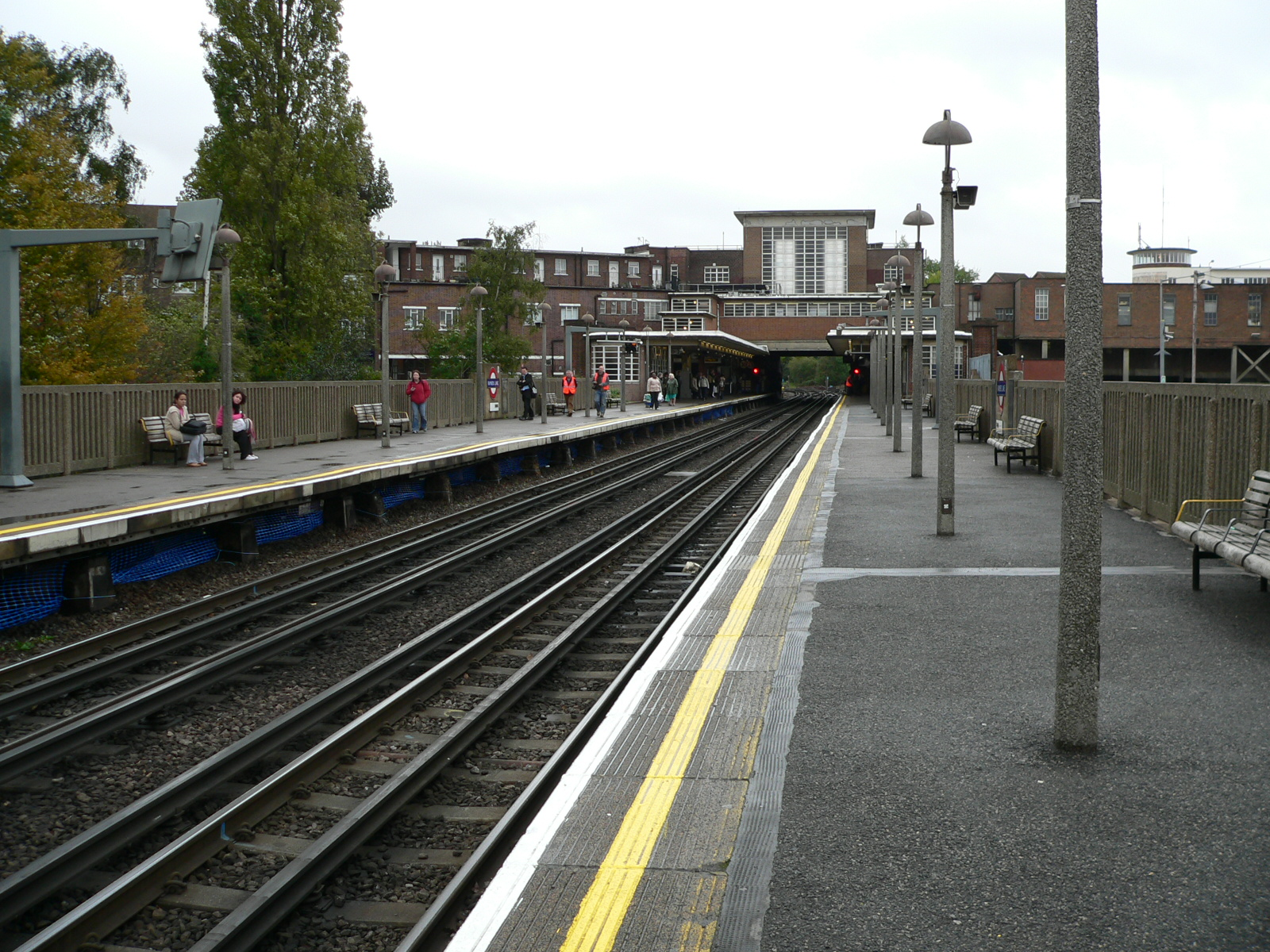
Rayners Lane, oostwaarts bekeken

| Station          | Lijn(en)[1]                 | Zone(s) | Opening[2]                          | Voormalige naam           |
| ---------------- | --------------------------- | ------- | ----------------------------------- | ------------------------- |
| Ravenscourt Park | District                    | 2       | 1 januari 1873*, 1 juni 1877†       | Shaftesbury Road tot 1888 |
| Rayners Lane     | Metropolitan, Piccadilly[k] | 5       | 26 mei 1906                         |                           |
| Redbridge        | Central                     | 4       | 14 december 1947                    |                           |
| Regent's Park[4] | Bakerloo                    | 1       | 10 maart 1906                       |                           |
| Richmond         | District                    | 4       | 27 juli 1846#, 1 juni 1877†         |                           |
| Rickmansworth    | Metropolitan                | A       | 1 september 1887                    |                           |
| Roding Valley    | Central                     | 4[5]    | 3 februari 1936*, 21 november 1948† | Roding Valley Halt        |
| Rotherhithe      | East London                 | 2       | 7 december 1869*, 1 oktober 1884†   |                           |
| Royal Albert     | DLR (Beckton Branch)        | 3       | 28 maart 1994                       |                           |
| Royal Oak        | Hammersmith & City, Circle  | 2       | 4 juni 1838*, 30 oktober 1871†      |                           |
| Royal Victoria   | DLR (Beckton Branch)        | 3       | 28 maart 1994                       |                           |
| Ruislip          | Metropolitan, Piccadilly[k] | 6       | 4 juli 1904                         |                           |
| Ruislip Gardens  | Central                     | 5       | 9 juli 1934*, 29 november 1948†     |                           |
| Ruislip Manor    | Metropolitan, Piccadilly[k] | 6       | 5 augustus 1912                     | Ruislip Manor Halt        |
| Russell Square   | Piccadilly                  | 1       | 15 december 1906                    |                           |

## S

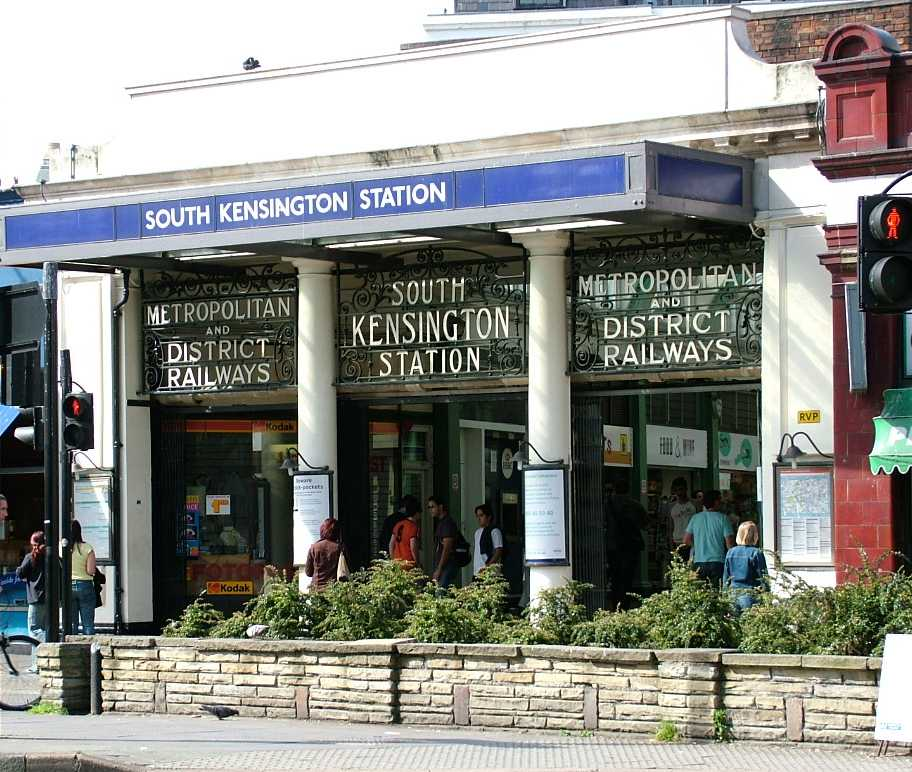
South Kensington was in het begin een gezamenlijk station van de Metropolitan Railway en de Metropolitan District Railway.

| Station                        | Lijn(en)[1]                              | Zone(s) | Opening[2]                                         | Voormalige naam                                                                                      |
| ------------------------------ | ---------------------------------------- | ------- | -------------------------------------------------- | --- |
| Seven Sisters                  | Victoria                                 | 3       | 22 juli 1872#, 1 september 1968†                   | |
| Shadwell                       | East London, DLR (Bank branch)           | 2       | 10 april 1876*, 1 oktober 1884†, 31 augustus 1987‡ | Shadwell & St George's-in-the-East 1900-1918                                                         |
| Shepherd's Bush (Central Line) | Central                                  | 2       | 30 juli 1900                                       | |
| Shepherd's Bush Market         | Hammersmith & City, Circle[d]            | 2       | 1 april 1914                                       | |
| Sloane Square                  | District[i], Circle                      | 1       | 24 december 1868                                   | |
| Snaresbrook                    | Central                                  | 4       | 22 augustus 1856*, 14 december 1947†               | |
| South Ealing                   | Piccadilly[m]                            | 3       | 1 mei 1883                                         | |
| South Harrow                   | Piccadilly[h]                            | 5       | 28 juni 1903                                       | South Harrow & Roxeth                                                                                |
| South Kensington               | District[i], Piccadilly, Circle          | 1       | 24 december 1868                                   | |
| South Kenton                   | Bakerloo                                 | 4       | 3 juli 1933                                        | |
| South Quay                     | DLR (Lewisham Branch)                    | 2       | 31 augustus 1987                                   | |
| South Ruislip                  | Central                                  | 5       | 1 mei 1908*, 23 november 1948†                     | Northolt Junction tot 1932, South Ruislip and Northolt Junction 1932-47                              |
| South Wimbledon                | Northern                                 | 3 & 4   | 13 september 1926                                  | South Wimbledon (Merton)                                                                             |
| South Woodford                 | Central                                  | 4       | 22 augustus 1856*, 14 december 1947†               | George Lane tot 1937, South Woodford (George Lane) 1937-50                                           |
| Southfields                    | District                                 | 3       | 3 juni 1889                                        | |
| Southgate                      | Piccadilly                               | 4       | 13 maart 1933                                      | |
| Southwark                      | Jubilee                                  | 1       | 24 september 1999                                  | |
| St. James's Park               | District[i], Circle                      | 1       | 24 december 1868                                   | |
| St. John's Wood                | Jubilee[g]                               | 2       | 20 november 1939                                   | |
| St. Paul's                     | Central                                  | 1       | 30 juli 1900                                       | Post Office tot 1937, voorgestelde namen waren Newgate Street en General Post Office voor de opening |
| Stamford Brook                 | District                                 | 2       | 1 februari 1912                                    | |
| Stanmore                       | Jubilee[e]                               | 5       | 10 december 1932                                   | |
| Stepney Green                  | District[j], Hammersmith & City          | 2       | 23 juni 1902                                       | |
| Stockwell                      | Northern, Victoria                       | 2       | 18 december 1890                                   | |
| Stonebridge Park               | Bakerloo                                 | 3       | 15 juni 1912*, 16 april 1917†                      | |
| Stratford                      | Central, Jubilee, DLR (Stratford Branch) | 3       | 1839*, 4 december 1946†, 31 augustus 1987‡         | |
| Sudbury Hill                   | Piccadilly[h]                            | 4       | 28 juni 1903                                       | |
| Sudbury Town                   | Piccadilly[h]                            | 4       | 28 juni 1903                                       | |
| Surrey Quays                   | East London                              | 2       | 7 december 1869*, 1 oktober 1884†                  | Deptford Road tot 1911, Surrey Docks 1911-?                                                          |
| Swiss Cottage                  | Jubilee Line[g]                          | 2       | 20 november 1939                                   | |

## T
| Station                  | Lijn(en)[1]          | Zone(s) | Opening[2]                                                                                               | Voormalige naam                                                                                        |
| ------------------------ | -------------------- | ------- | --- | --- |
| Temple                   | District[i], Circle  | 1       | 30 mei 1870                                                                                              | |
| Theydon Bois             | Central              | 6       | 24 april 1865*, 25 september 1949†                                                                       | Theydon tot december 1865                                                                              |
| Tooting Bec              | Northern             | 3       | 13 september 1926                                                                                        | Trinity Road, daarna Trinity Road (Tooting Bec)                                                        |
| Tooting Broadway         | Northern             | 3       | 13 september 1926                                                                                        | |
| Tottenham Court Road     | Central, Northern    | 1       | 30 juli 1900                                                                                             | Oxford Street alleen op de Northern line 1907-1908                                                     |
| Tottenham Hale           | Victoria             | 3       | 15 september 1840*, 1 september 1968†                                                                    | Tottenham                                                                                              |
| Totteridge and Whetstone | Northern             | 4       | 1 april 1872*, 14 april 1940†                                                                            | Whetstone and Totteridge tot 1874                                                                      |
| Tower Gateway            | DLR (Bank branch)    | 1       | 31 augustus 1987                                                                                         | |

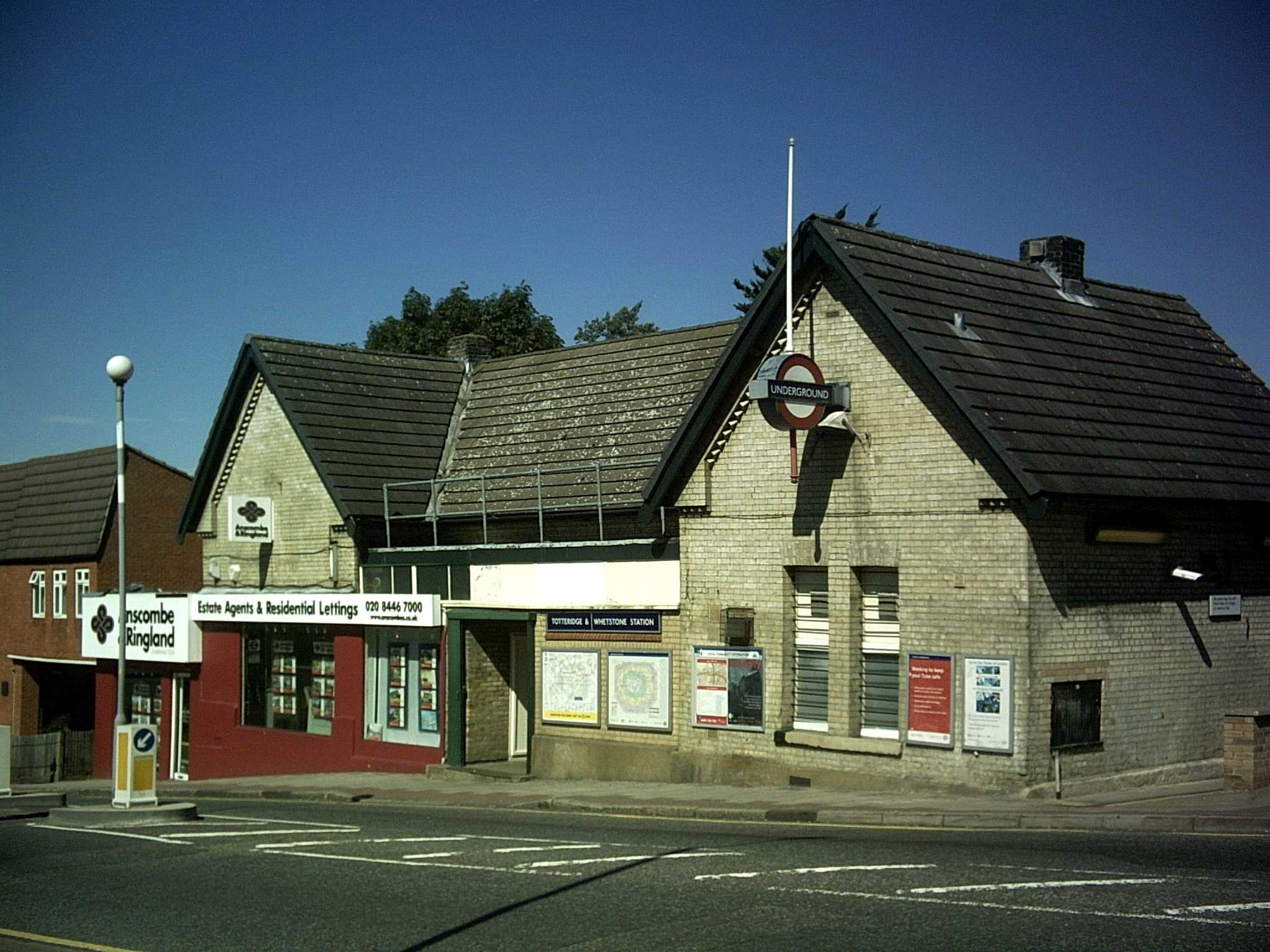
Totteridge and Whetstone doet nog altijd denken aan een plattelandsstationnetje, ondanks dat het onderdeel is van een groot stedelijk netwerk.

| Tower Hill               | District[i], Circle  | 1       | 25 september 1882, verplaatst 12 oktober 1884 verplaatst naar oorspronkelijke locatie op 5 februari 1967 | [The] Tower of London 1882-1884, Mark Lane 1884-1946 Voorgestelde naam voor de opening: Trinity Square |
| Tufnell Park             | Northern             | 2       | 22 juni 1907                                                                                             | |
| Turnham Green            | District, Piccadilly | 2 & 3   | 1 januari 1869*, 1 juni 1877†                                                                            | |
| Turnpike Lane            | Piccadilly           | 3       | 19 september 1932                                                                                        | |

## U

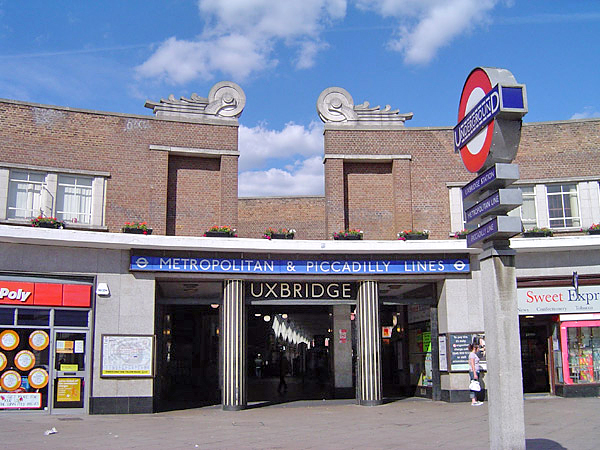
Uxbridge aan de Metropolitan en Piccadilly line

| Station          | Lijn(en)[1]                     | Zone(s) | Opening[2]                              | Voormalige naam |
| ---------------- | ------------------------------- | ------- | --------------------------------------- | --------------- |
| Upminster        | District                        | 6       | 1 mei 1885*, 2 juni 1902†               |                 |
| Upminster Bridge | District                        | 6       | 17 december 1934                        |                 |
| Upney            | District                        | 4       | 12 september 1932                       |                 |
| Upton Park       | District[j], Hammersmith & City | 3       | 1877*, 2 juni 1902†                     |                 |
| Uxbridge         | Metropolitan, Piccadilly[k]     | 6       | 4 juli 1904, verplaatst 4 december 1938 |                 |

## V

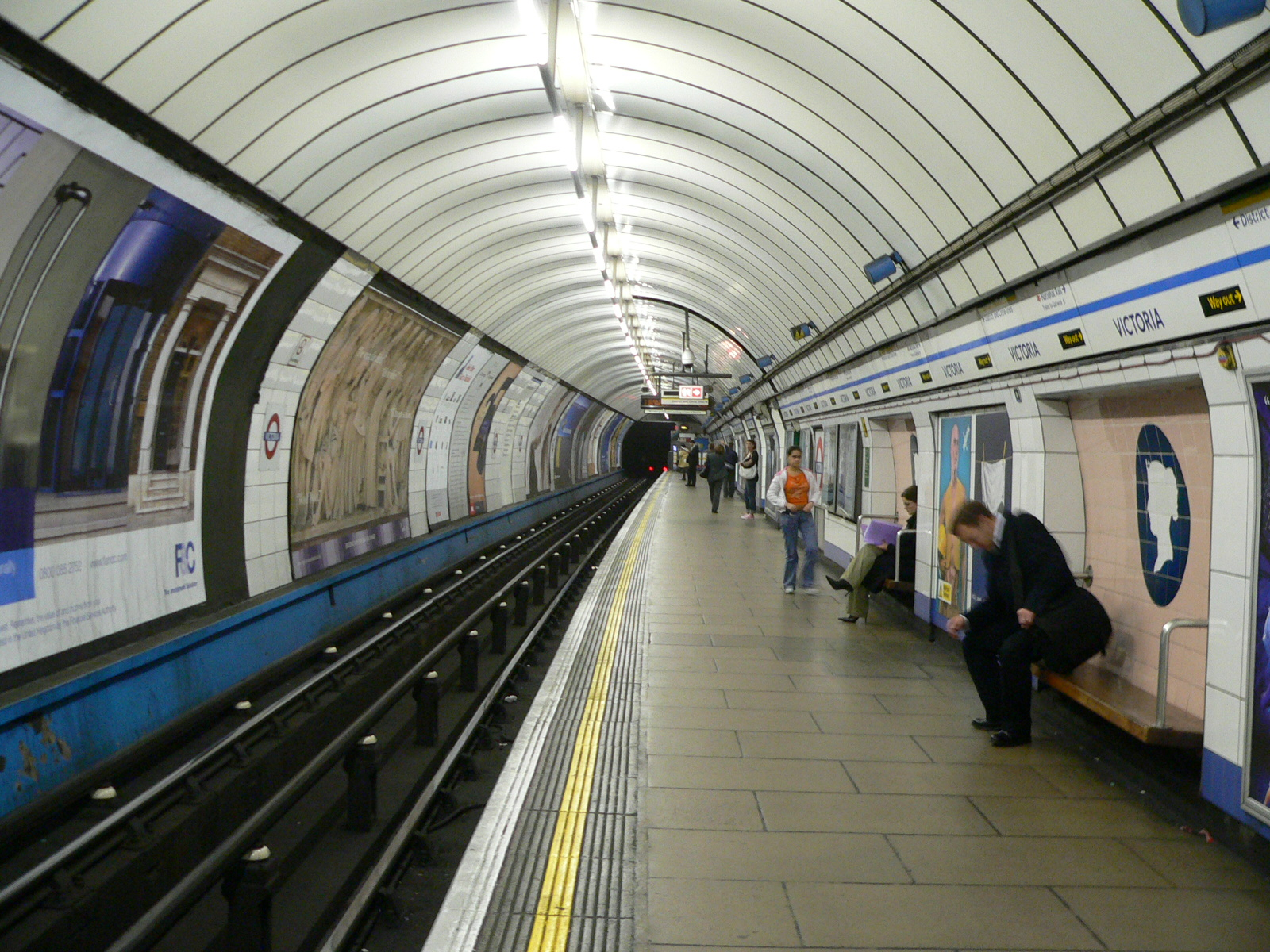
Perron van de Victoria Line in station Victoria

| Station  | Lijn(en)[1]                   | Zone(s) | Opening[2]                   | Voormalige naam |
| -------- | ----------------------------- | ------- | ---------------------------- | --------------- |
| Vauxhall | Victoria                      | 1 & 2   | 11 juli 1848#, 23 juli 1971† |                 |
| Victoria | District[i], Circle, Victoria | 1       | 1862#, 24 december 1868†     |                 |

## W

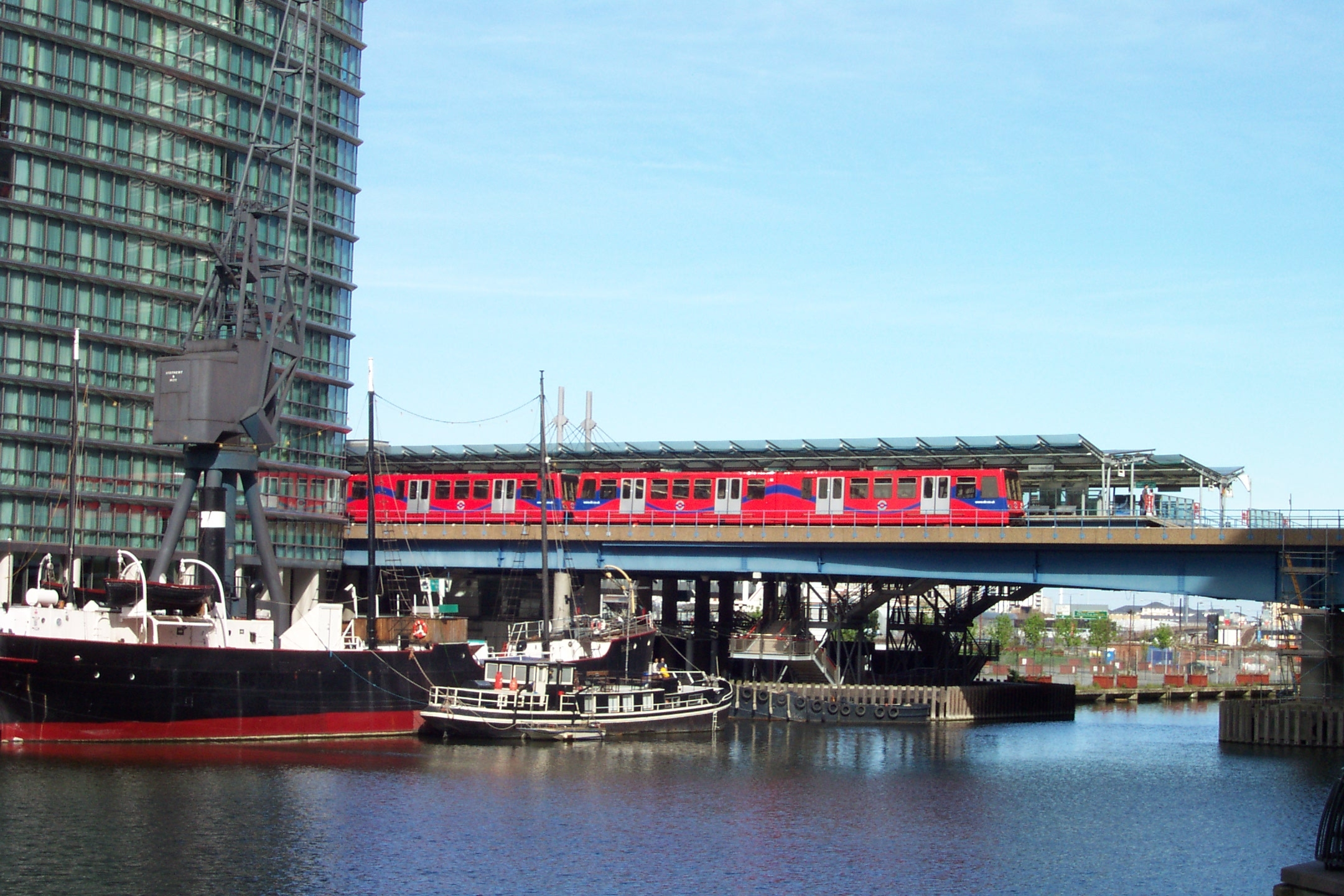
West India Quay is gebouwd op een brug in de Docklands.

| Station             | Lijn(en)[1]                                  | Zone(s) | Opening[2]                           | Voormalige naam                                                              |
| ------------------- | -------------------------------------------- | ------- | ------------------------------------ | ---------------------------------------------------------------------------- |
| Walthamstow Central | Victoria                                     | 3       | 26 april 1870#, 1 september 1968†    | Walthamstow (Hoe Street) tot 1968                                            |
| Wanstead            | Central                                      | 4       | 14 december 1947                     |                                                                              |
| Wapping             | East London                                  | 2       | 7 december 1869*, 1 oktober 1884†    | Wapping & Shadwell tot 1876                                                  |
| Warren Street       | Northern, Victoria                           | 1       | 22 juni 1907                         | Euston Road tot 1908                                                         |
| Warwick Avenue      | Bakerloo                                     | 2       | 31 januari 1915                      |                                                                              |
| Waterloo            | Waterloo & City, Bakerloo, Northern, Jubilee | 1       | 11 juli 1848#, 10 maart 1906†        |                                                                              |
| Watford             | Metropolitan                                 | A       | 2 november 1925                      |                                                                              |
| Wembley Central     | Bakerloo                                     | 4       | 1842*, 16 april 1917†                | Sudbury tot 1882, Sudbury & Wembley 1882-1910, Wembley for Sudbury 1910-1948 |
| Wembley Park        | Metropolitan, Jubilee[f]                     | 4       | 12 mei 1894                          |                                                                              |
| West Acton          | Central                                      | 3       | 5 november 1923                      |                                                                              |
| West Brompton       | District                                     | 2       | 1866#, 12 april 1869                 |                                                                              |
| West Finchley       | Northern                                     | 4       | 1 maart 1933*, 14 april 1940†        |                                                                              |
| West Ham            | District[j], Hammersmith & City, Jubilee     | 3       | 1901*, 2 juni 1902†                  | West Ham Manor Road 1924-69                                                  |
| West Hampstead      | Jubilee[e]                                   | 2       | 30 juni 1879                         |                                                                              |
| West Harrow         | Metropolitan                                 | 5       | 17 november 1913                     |                                                                              |
| West India Quay     | DLR (Lewisham Branch)                        | 2       | 31 augustus 1987                     |                                                                              |
| West Kensington     | District                                     | 2       | 9 september 1874                     | North End (Fulham) tot 1877                                                  |
| West Ruislip        | Central                                      | 6       | 2 april 1906*, 21 november 1948†     | Ruislip & Ickenham tot 1947; West Ruislip (for Ickenham) tot begin jaren 60  |
| West Silvertown     | DLR (London City Airport branch)             | 3       | 2 december 2005                      |                                                                              |
| Westbourne Park     | Hammersmith & City, Circle[d]                | 2       | februari 1866[3]                     |                                                                              |
| Westferry           | DLR (Bank Branch)                            | 2       | 31 augustus 1987                     |                                                                              |
| Westminster         | District[i], Circle, Jubilee                 | 1       | 24 december 1868                     | Westminster Bridge tot 1907                                                  |
| White City          | Central                                      | 2       | 23 november 1947                     |                                                                              |
| Whitechapel         | District[j], East London, Hammersmith & City | 2       | 10 april 1876*, 1 oktober 1884†      | Whitechapel (Mile End) tot 1901                                              |
| Willesden Green     | Jubilee[e]                                   | 2 & 3   | 24 november 1879                     |                                                                              |
| Willesden Junction  | Bakerloo                                     | 3       | 1866*, 10 mei 1915†                  |                                                                              |
| Wimbledon           | District                                     | 3       | 21 mei 1838#, 3 juni 1889†           |                                                                              |
| Wimbledon Park      | District                                     | 3       | 3 juni 1889                          |                                                                              |
| Wood Green          | Piccadilly                                   | 3       | 19 september 1932                    |                                                                              |
| Wood Lane           | Hammersmith & City, Circle                   | 2       | 12 oktober 2008                      |                                                                              |
| Woodford            | Central                                      | 4       | 22 augustus 1856*, 14 december 1947† |                                                                              |
| Woodside Park       | Northern                                     | 4       | 1 april 1872*, 12 april 1940†        | Torrington Park, Woodside tot 1882                                           |
| Woolwich Arsenal    | DLR (London City Airport branch)             | 4       | 12 januari 2009                      |                                                                              |

## Opmerkingen
1. Als een station door meer dan één lijn bediend wordt dan worden de lijnen op volgorde van opening genoemd. In sommige gevallen werd een station in eerste instantie bediend door een bepaalde lijn, maar later overgenomen door een andere lijn:
a De Circle Line-diensten worden apart genoemd sinds 1949; daarvoor waren deze diensten onderdeel van de Metropolitan Line
b De Circle Line-diensten worden apart genoemd sinds 1949, die van de Hammersmith & City Line sinds 1990; daarvoor waren deze diensten onderdeel van de Metropolitan Line
c Aanvankelijk bediend door de Metropolitan Line, in fases overgenomen door de District Line; Circle Line-diensten apart genoemd vanaf 1949
d De Hammersmith & City Line-dienst wordt apart genoemd vanaf 1990; daarvoor waren deze diensten onderdeel van de Metropolitan Line
e Aanvankelijk bediend door de Metropolitan Line; dienst overgenomen door de Bakerloo Line in 1939 en door de Jubilee Line in 1979
f Aanvankelijk alleen bediend door de Metropolitan Line, vanaf 1939 ook door de Bakerloo Line; in 1979 geheel overgenomen door de Jubilee Line
g Aanvankelijk bediend door de Bakerloo Line; dienst overgenomen door de Jubilee Line in 1979
h Aanvankelijk bediend door de District Line; dienst overgenomen door de Piccadilly Line in 1933
i Aanvankelijk alleen bediend door de District Line; Circle Line-diensten apart genoemd vanaf 1949
j Aanvankelijk bediend door de District Line; Metropolitan Line-dienst opgezet in fases en overgenomen door de Hammersmith & City Line in 1990
k Aanvankelijk alleen bediend door de Metropolitan Line, vanaf 1910 ook door de District Line; in 1933 geheel overgenomen door de Piccadilly Line
l Aanvankelijk bediend door de District Line; dienst overgenomen door de Piccadilly Line in 1964
2. Indien een station meerdere openingsdata heeft worden de volgende tekens gebruikt:
* Eerste doorgaande dienst over dezelfde route of sporen
# Eerste doorgaande dienst over verschillende route of sporen
† Eerste London Underground-diensten
‡ Eerste DLR-diensten
3. Een eerder station genaamd Westbourne Park, een klein eindje verderop langs de lijn van het huidige station, bestond van 1 februari 1866 tot 31 oktober 1971.
4. Regent's Park is gesloten tot juli 2007 vanwege werkzaamheden.
5. De stations Barkingside, Chigwell, Fairlop, Grange Hill, Hainault en Roding Valley werden van zone 5 naar zone 4 verplaatst op 2 januari 2007[1].